# フェルナンド・アロンソ
フェルナンド・アロンソ・ディアス（Fernando Alonso Díaz, 1981年7月29日 - ）は、スペイン・アストゥリアス州オビエド出身のレーシングドライバー。2005年に、当時のF1史上最年少ドライバーズチャンピオン記録を樹立し、翌2006年には連覇を達成した。また2018年にはF1と並行してル・マン24時間にも参戦し、総合優勝を収めた。2019年にル・マン24時間を連覇し、2018/2019シーズンのFIA世界耐久選手権LMPドライバーチャンピオンを獲得した。

## 初期の経歴
1981年7月29日、スペイン北部のアストゥリアス州オビエドに生まれる。父親のホセ・ルイスは、鉱石採掘会社の発破技士。母親はスーパーマーケットで働くごく普通の主婦であった。
父はアマチュアカートレーサーであったため、自分の子供もレーサーになることを望み、アロンソの姉であるロレーナが8歳の時に自作のカートを与えた。しかし、ロレーナがレースには興味を示さなかったため、そのカートはアロンソの物となり、わずか3歳でカートに乗り始める。

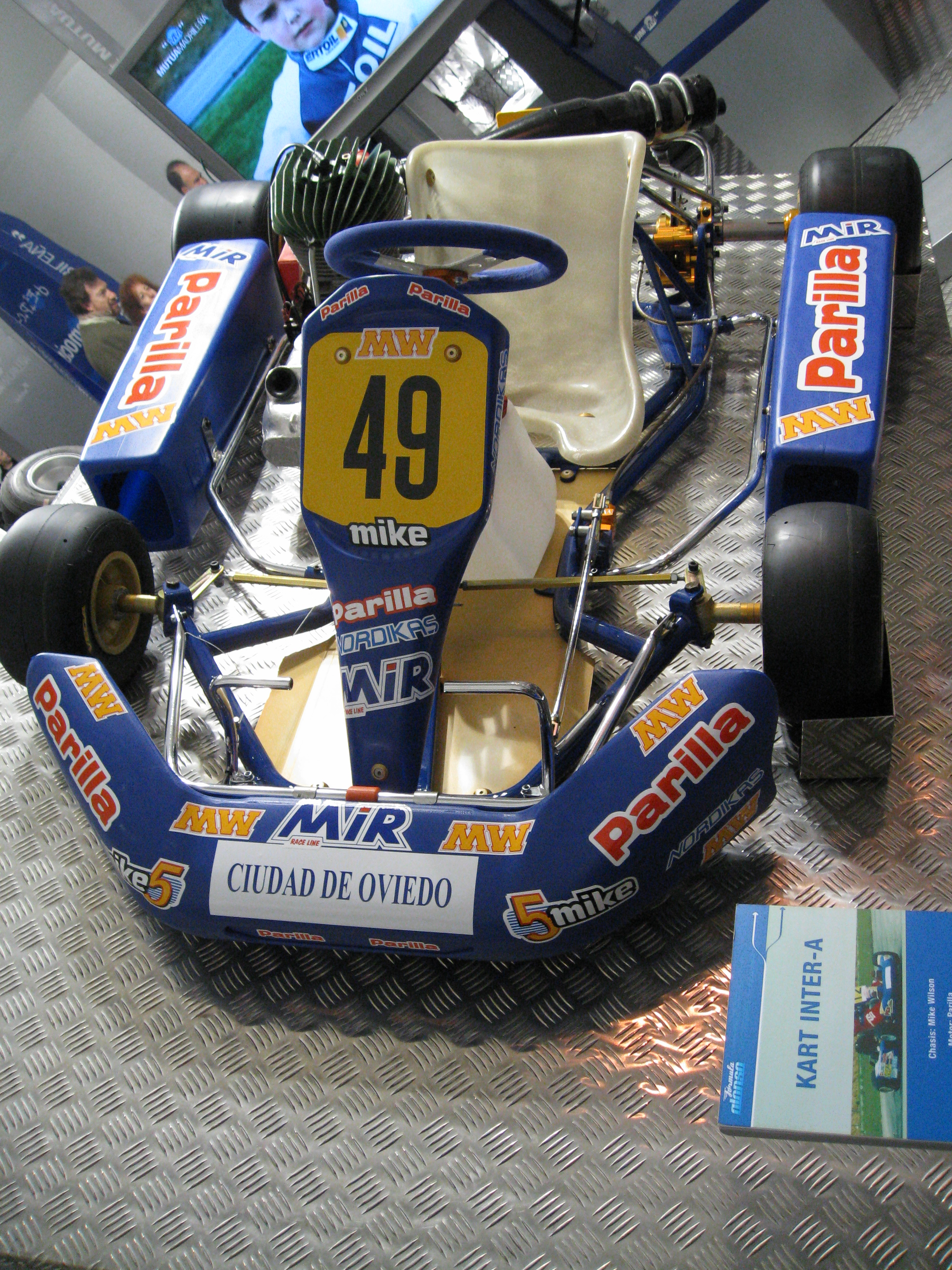
インターAのアロンソのカート

アロンソがレースに参戦できるようになると、父親はメカニックを兼ねて帯同し、スペイン各地のカートレースに参戦した。家庭は決して裕福ではなかったが、アロンソの活躍によりスポンサーからの資金提供を受けられるようになり、レース活動を続けられた。
1993年、12歳でスペインのカートジュニア選手権チャンピオンに輝くと、以後同選手権を1996年まで4連覇している。1996年、15歳の時にはカート・ジュニアワールドカップを獲得した。1997年はスペインとイタリア両国のカート選手権（Aクラス）でチャンピオンとなり、1998年にはスペイン選手権を連覇するとともに、ヨーロッパ選手権でも2位を記録した。
こうした活躍が同国の元F1ドライバーであるエイドリアン・カンポスの目にとまり、1999年はカンポスレーシングからユーロ・オープン・モビスター・バイ・ニッサンに参戦。デビューレースで優勝を飾り、その年のチャンピオンも獲得。年末にはミナルディでのF1テストドライブも経験、他の同年代のテストドライバーより1.5秒速いタイムを記録した
2000年には国際F3000に参戦し、シリーズランキング4位となる。ベネトンの元チーム代表だったフラビオ・ブリアトーレとマネージメント契約を結ぶ。

## F1における経歴

### ミナルディ

#### 2001年

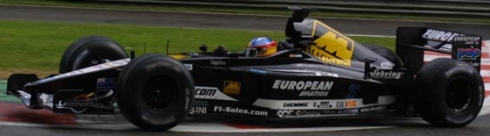
ミナルディ・PS01を駆るアロンソ

ルノーの契約下ながら、ミナルディからF1デビュー。開幕戦オーストラリアGPにエントリーされた時点で19歳217日は、当時史上3番目の若さでのデビューで、日本ではF1中継が始まってから2人目となる10代でF1デビューをしたドライバーだった為、「19歳のF1ドライバー」として紹介される事が多かった。最高位は10位とポイントを獲得することはできなかったが、予選・決勝共々競争力の劣るミナルディのマシンを駆りながらベネトンやBARと言った中段チームと争うなど卓越したパフォーマンスを見せ、注目を集める。
ルノーのチーム代表に就任したブリアトーレの意向でジェンソン・バトンに代わってルノーのレギュラードライバーとして契約することも考慮されたが、2002年はテストドライバーとして契約した。

### ルノー（第1期）

#### 2002年
ルノーのテストドライバーとして、シルバーストン、バレンシア、ヘレス、カタロニアといった各地のコースで、計1,642周を走破。その一方で、5月にはシルバーストーンでジャガーもテストし、レギュラードライバーのペドロ・デ・ラ・ロサを上回るタイムを記録した。ルノーはこの年限りでジェンソン・バトンとの契約を終了し、アロンソは翌年のレギュラーシートを得ることになる。

#### 2003年
ルノーのレギュラードライバーとしてレースに復帰すると、第2戦マレーシアGP予選において、当時の史上最年少記録（21歳236日）でポールポジションを獲得。決勝レースは3位でチェッカーを受け、これも当時の史上最年少記録（21歳237日）での表彰台獲得であった。第5戦スペインGPではこの時点で自己最高位となる決勝2位表彰台を獲得した。そして第13戦ハンガリーGP予選で自身2度目のポールポジションを獲得すると、決勝も完璧なレース運びでポール・トゥ・ウィンを飾り、当時の史上最年少優勝記録（22歳26日）を樹立した。
この年は最終的に、優勝1回、優勝を除く表彰台4回、その他入賞6回を獲得し、55ポイントを挙げ年間ランキング6位でシーズンを終えた。

#### 2004年

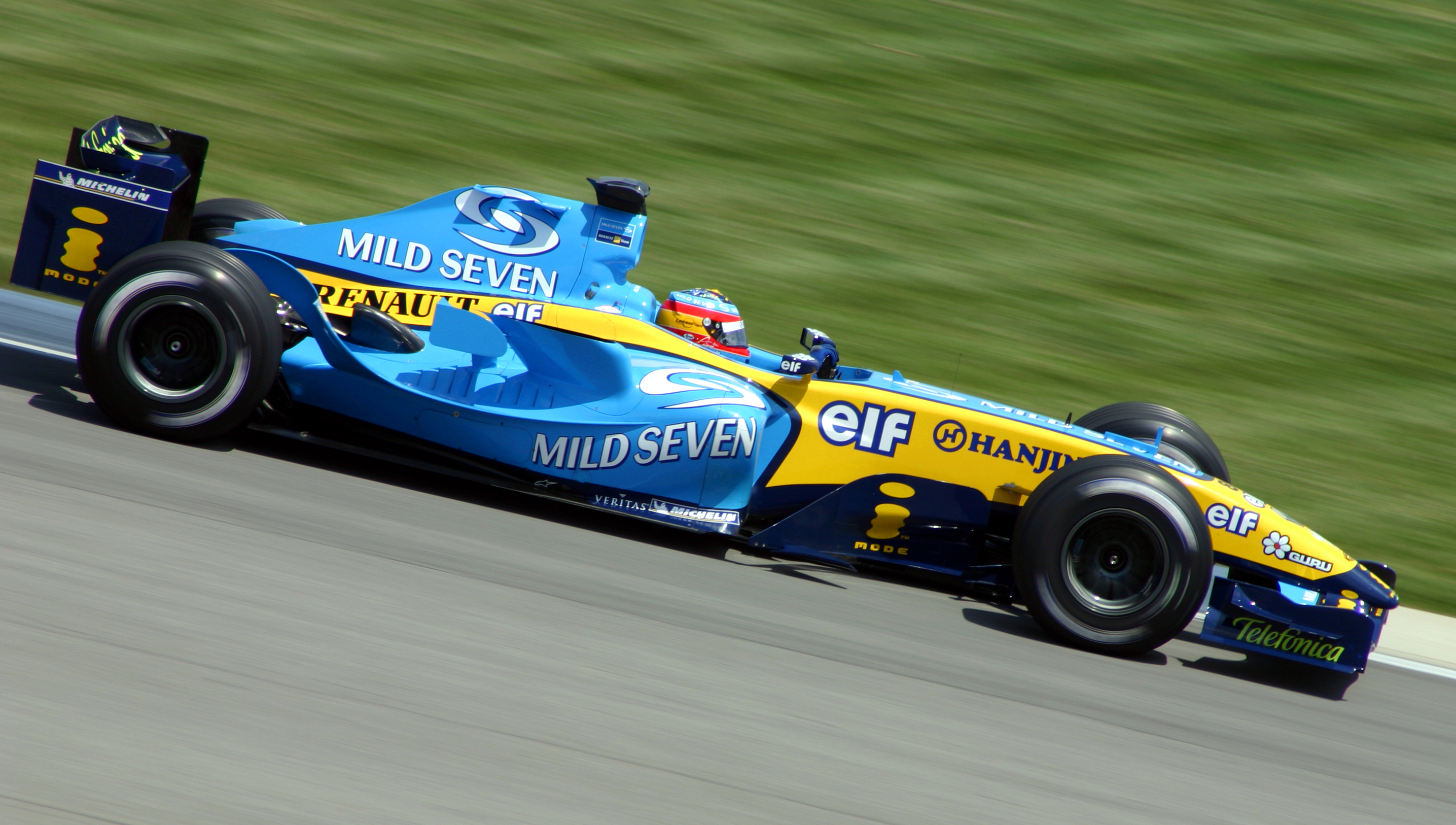
2004年アメリカGP

更なる飛躍が期待されたが、開幕戦で3位を獲得した事以外は、モナコでキャリア初優勝を飾ったヤルノ・トゥルーリに遅れをとり、度重なる予選でのミスや第6戦モナコGPでのクラッシュなど、不安定さもうかがわせた。後半に入ってからはトゥルーリが絶不調に陥り、第11戦イギリスGPからルノー離脱までにノーポイントに終わったのとは対照的に、自身は3度の表彰台を獲得し、ランキング4位を獲得した。最終的には入賞12回、第10戦フランスGPではポールポジションを獲得するなどの活躍も見せたが、フェラーリ勢の圧倒的な活躍もあって、優勝することはできなかった。

#### 2005年

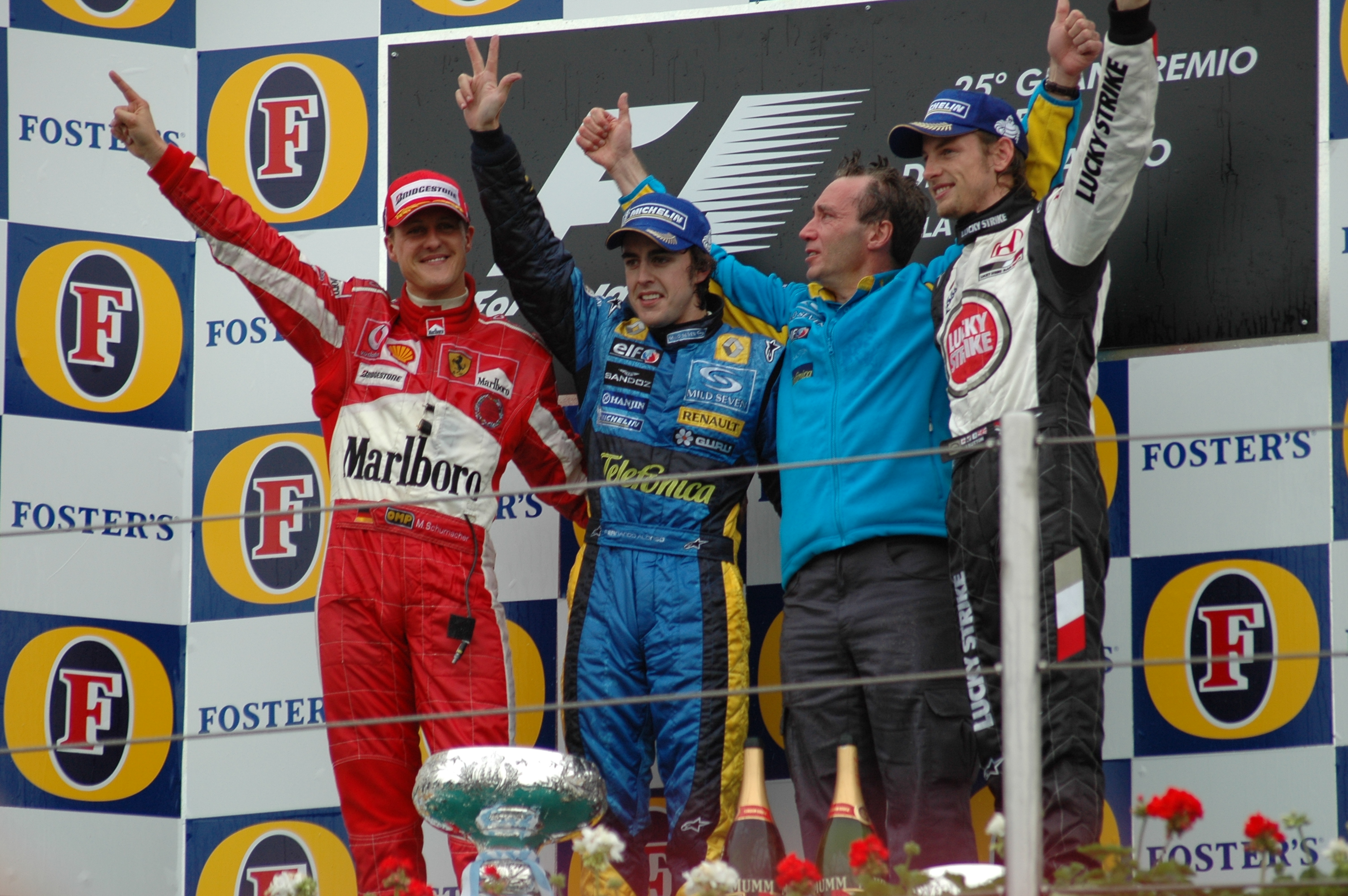
サンマリノGPで優勝したアロンソ（左2人目）

ルノー・R25が当初より競争力の高さを示し、開幕戦オーストラリアGPにおいて、チームメイトのジャンカルロ・フィジケラが優勝すると共に、自身も3位表彰台を獲得した。第2戦マレーシアGPではポールポジションを獲得すると、決勝でも圧倒的な速さを見せ、1年7か月ぶりの勝利をあげた。続く第3戦バーレーンGP、第4戦サンマリノGPでも勝利をあげ、自身初の3連勝を達成。特にサンマリノGPでは残り13周で首位走行中に、背後のミハエル・シューマッハからの猛攻に晒されたが、それを凌いで勝利した。第5戦スペインGPでも2位表彰台を獲得し、開幕5戦全てで表彰台を獲得した。
その後はマクラーレンのキミ・ライコネンが追い上げを見せ、一時守勢に回ることになったが、抜群の安定感で第17戦ブラジルGPまでに実に17レース中13度の表彰台を獲得。スペイン人として初、そして当時F1史上最年少でF1ワールドチャンピオンに輝いた。その後の2レースでも3位と優勝を獲得し、ルノー初のコンストラクターズチャンピオン獲得に貢献した。「24歳58日」でのチャンピオン獲得は、1972年にエマーソン・フィッティパルディが樹立した最年少チャンピオン記録「25歳273日」を実に33年ぶりに更新するものであった（2008年にルイス・ハミルトン、2010年にセバスチャン・ベッテルによりこの記録は更新された）。シーズンオフには2007年よりマクラーレンへ移籍することを早々と表明した。

#### 2006年

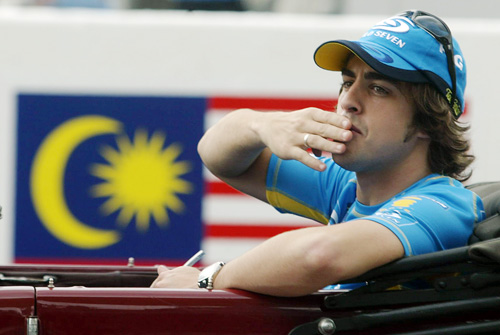
2006年マレーシアGP

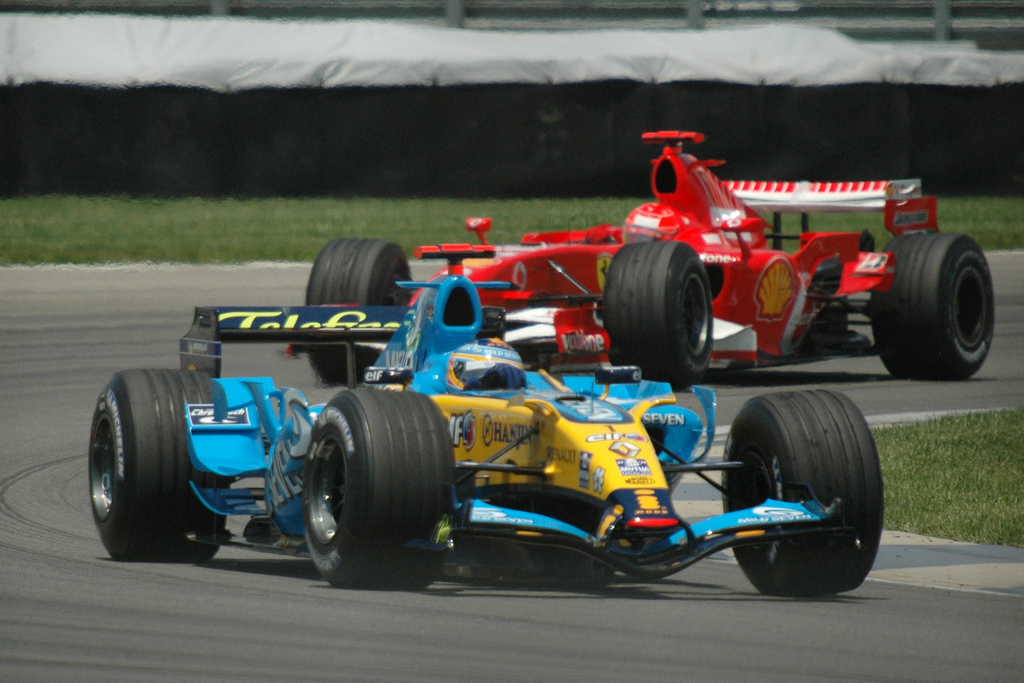
アロンソ（前）とシューマッハ（2006年アメリカGP）

ディフェンディングチャンピオンとして臨んだ2006年、開幕戦バーレーンGPを制すると前年以上のペースでポイントを積み重ねた。第6戦スペインGPでスペイン人ドライバーとして母国グランプリ初制覇を成し遂げ、大観衆のアロンソマニアたちを喜ばせた。スペインGPから第9戦カナダGPまで4連勝（第5戦ヨーロッパGPから5戦連続ポールポジション）、前半戦終了時点でライバルのシューマッハを25点リードした。
中盤以降は突然のマス・ダンパー使用禁止や、第15戦イタリアGP予選での不可解なペナルティなどもあり、第16戦中国GP終了時にはシューマッハにランキングで逆転される。この年限りでルノーを離れる自分にチームのサポートが足りないと不満も漏らした。しかし第17戦日本GPでシューマッハがエンジンブローでリタイアしたことで再逆転し、続く最終戦ブラジルGPでもシューマッハがトラブルで後退したため、余裕の2位フィニッシュで2年連続チャンピオンを獲得した。

### マクラーレン（第1期）

#### 2007年

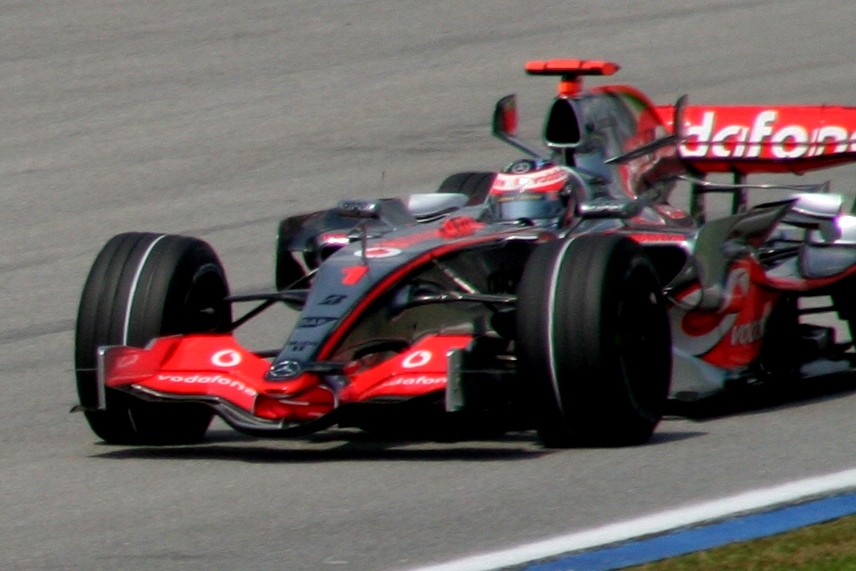
2007年マレーシアGP

3年契約でマクラーレンに移籍。チームメイトはルーキーで前年度GP2チャンピオンのルイス・ハミルトン。
移籍2戦目となる第2戦マレーシアGPにおいて優勝をあげ、チームメイトのハミルトンと共にワンツーフィニッシュを飾った。その後も第5戦モナコGP、第10戦ヨーロッパGP、第13戦イタリアGPで勝利をあげ、第14戦ベルギーGPまでの全戦でポイントを獲得していたが、次第に自分の地位を脅かすに至ったハミルトンとの確執に加え、第15戦日本GPでのシーズン唯一リタイアを喫したことが痛手となり、最終戦ブラジルGPにてわずか1ポイント差でフェラーリのライコネンに逆転チャンピオンを許し、ハミルトンにも同点ながら上位入賞数の差でドライバーズランキングで抜かれて3位に終わった。
シーズン中盤からはチームがハミルトンをひいきしていると批判を繰り返したことで、チームとの関係も悪化した。第11戦ハンガリーGPでは、予選時にハミルトンのアタックをさせないための妨害をしたとして（後述）、5グリッド降格処分を受けた。その後、フェラーリとマクラーレン間のスパイ疑惑問題で、アロンソとペドロ・デ・ラ・ロサが交わしたEメールが証拠となり、FIAからマクラーレンに厳罰が下された。この一件でチーム代表ロン・デニスと完全に対立し、他チーム移籍の噂が囁かれるようになる。そして11月2日、残り2年の契約を破棄してチームを離脱することでマクラーレンと合意したことが発表された。

### ルノー（第2期）

#### 2008年

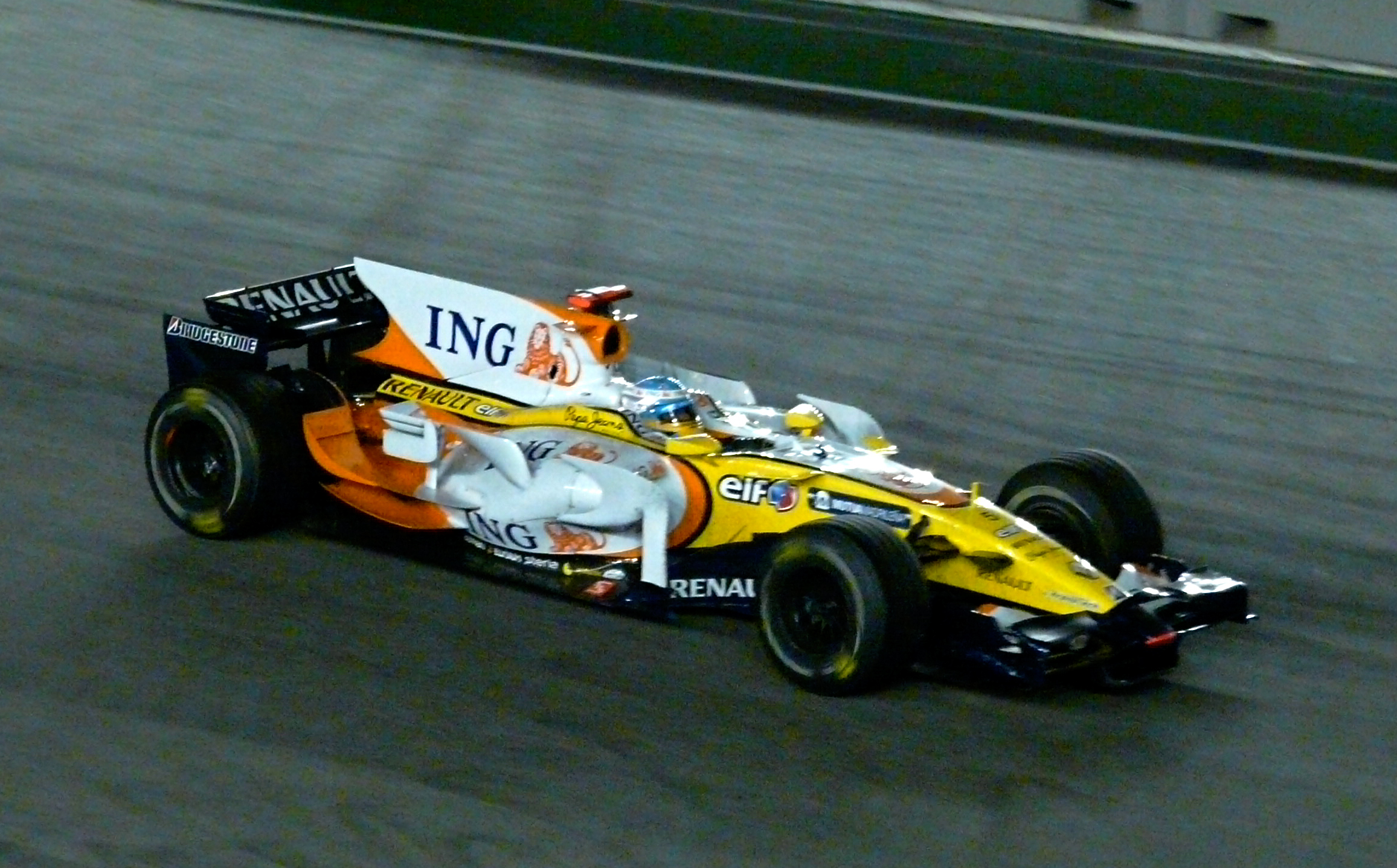
2008年シンガポールGP

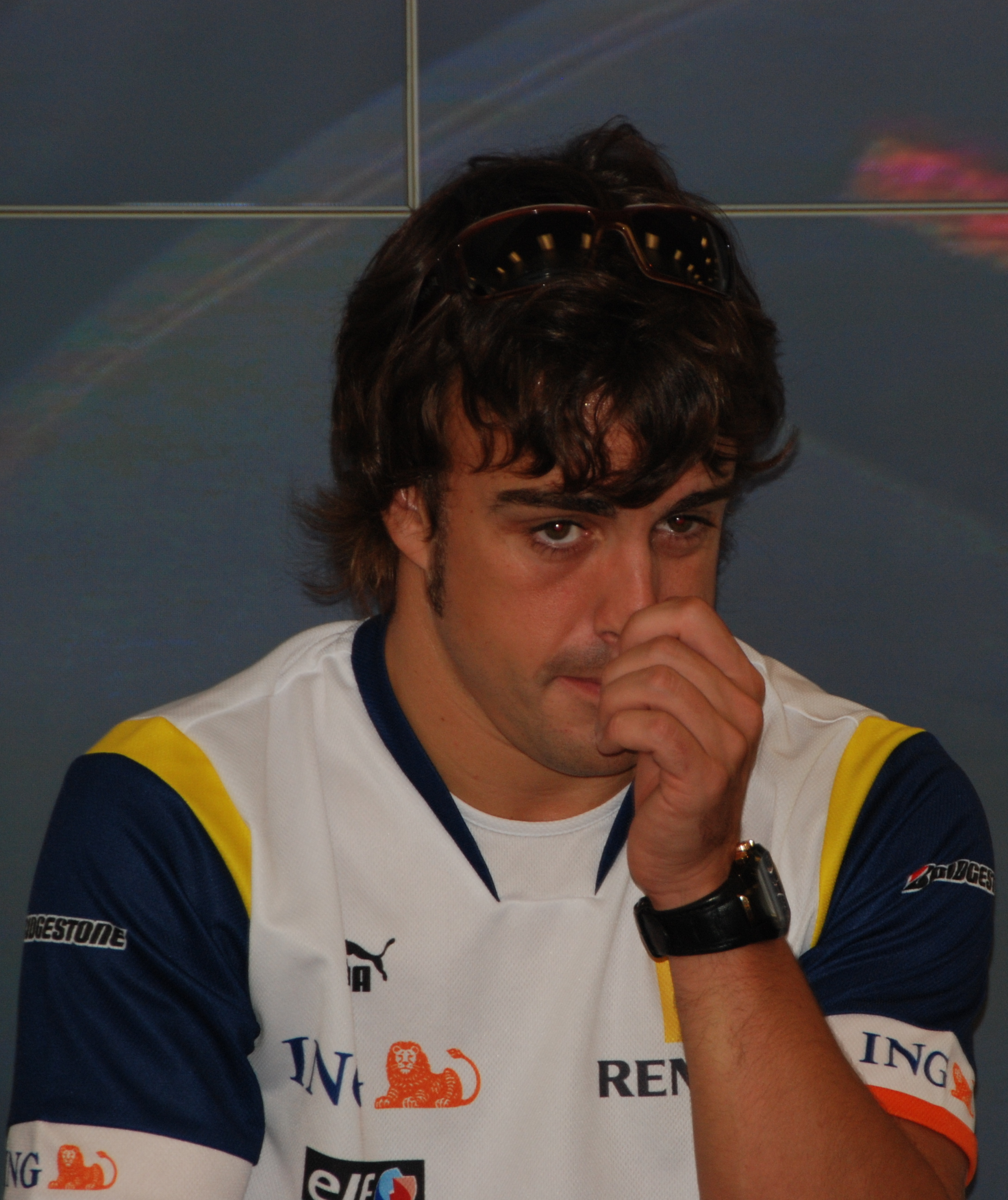
2008年中国GP

移籍先としてフェラーリ、レッドブルやトヨタ、BMWザウバー、ホンダの名が挙がったが、2007年12月10日、2008年シーズンより古巣ルノーに復帰することが発表された。
シーズン序盤はマシンの競争力が乏しく、予選では上位につける活躍を見せたが、決勝では表彰台にすら立てない程苦戦が続き、特に第10戦ドイツGPのレース内容には、母国スペインのメディアからも批判の声があがった。しかし、第13戦ベルギーGP、第14戦イタリアGPと2戦連続4位入賞で勢いに乗ると、F1史上初のナイトレースである第15戦シンガポールGPでは、セーフティカー出動のタイミングに助けられてシーズン初優勝を飾った。続く第16戦日本GPでも優勝し、2連勝を飾り復調の兆しを見せた。最終戦ブラジルGP、開始数分前に突然の雨が降るなど、波乱の展開となったレースで早めのタイヤ交換など巧みな状況判断で、2位表彰台を獲得した。後半戦の好走によってポイントを稼ぎ、ランキング5位でシーズンを終えた。だが、第15戦の勝利がのちに疑惑の勝利「クラッシュゲート」として大騒動になり、再びコース外の出来事における渦中の存在として世間を賑わすこととなる。

#### 2009年

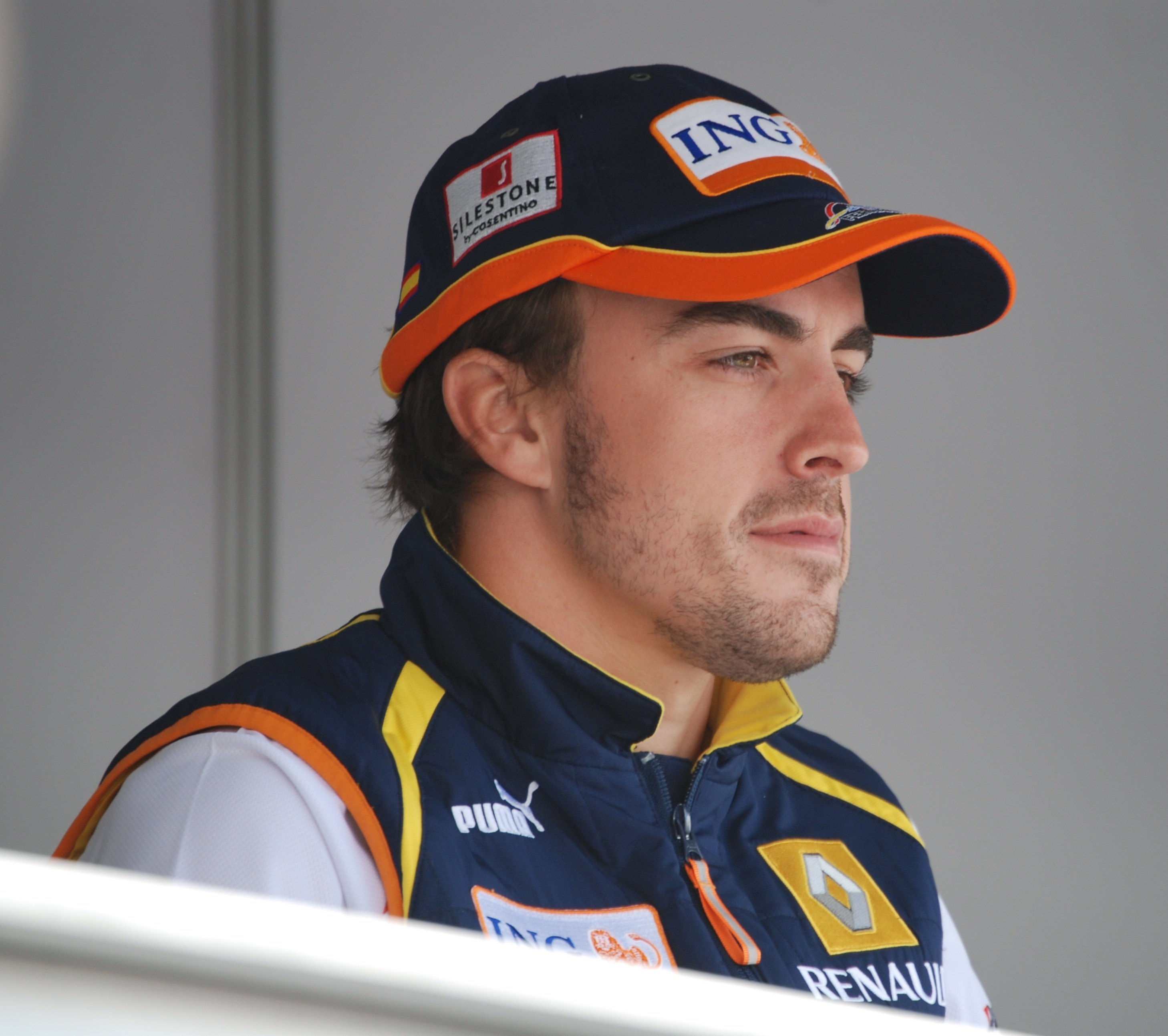
2009年オーストラリアGP

昨年に引き続きマシンの競争力不足から苦戦をしいられ、2004年シーズン以来、未勝利に終わった。シーズン終盤にアロンソ自身が「R29は（自分が今までに乗った）F1で最悪のクルマ」と語っているように、シーズンの半分以上をノーポイントで終えた。
それでも、第9戦ドイツGPでおよそ1年半ぶりとなるファステストラップ獲得や、第10戦ハンガリーGPで2007年イタリアGP以来、およそ2年ぶりとなるポールポジションを獲得する活躍を見せた。そして第14戦シンガポールGPでは、クラッシュゲート発覚によりメインスポンサーの即時契約解除やチーム代表が辞任するなどさまざまな問題が起こったが、そんな中でも予選5番手を獲得し、決勝では今季初表彰台となる3位を獲得し、意地を見せた。しかし最後まで競争力不足は解消されず、ランキング9位と低迷した。

### フェラーリ

#### 2010年

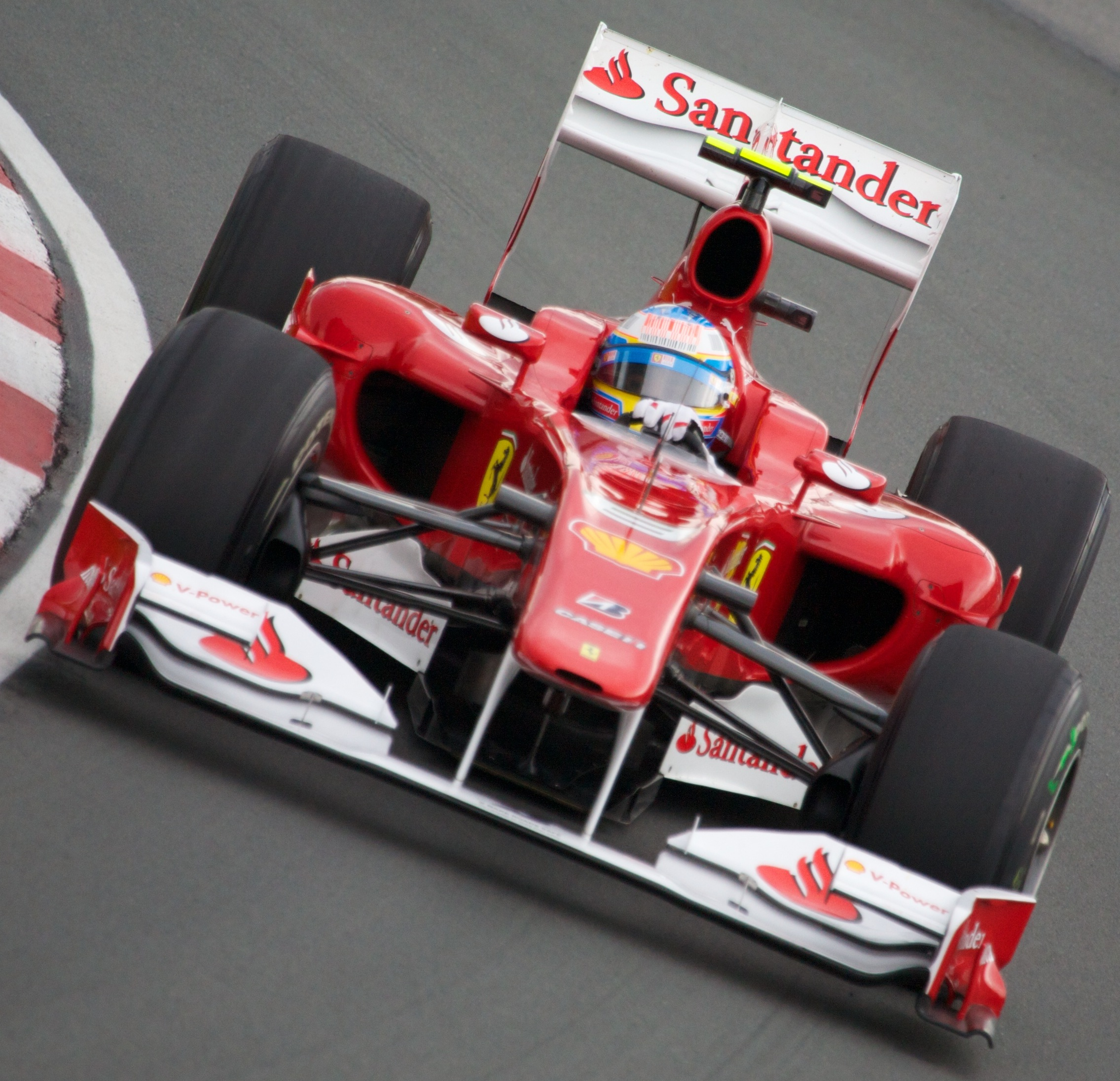
2010年カナダGP

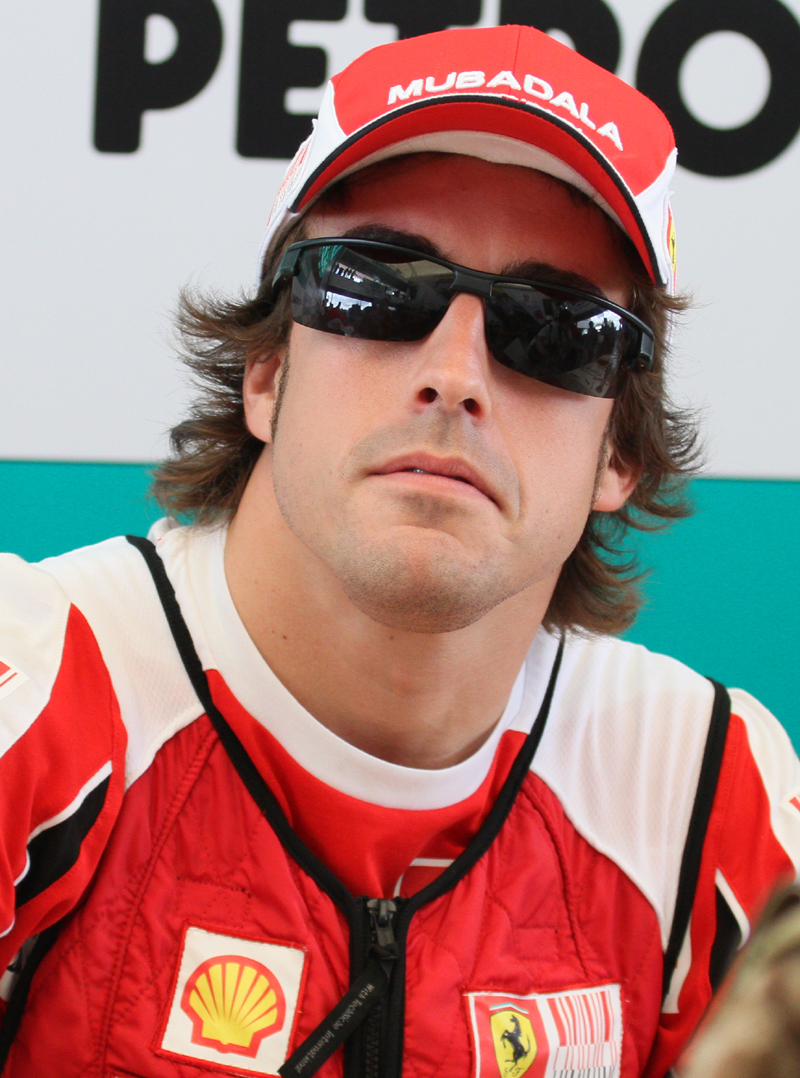
2010年マレーシアGP

2009年10月1日、2010年よりキミ・ライコネンに代ってフェラーリへの移籍を発表した（3年契約+3年オプションの契約）。年明け2月3日のバレンシア合同テストでは、初ドライブでトップタイムを記録した。
迎えた開幕戦バーレーンGPでは予選3番手を獲得。決勝ではスタートで1つ順位を上げると、終盤トラブルで失速したセバスチャン・ベッテルをオーバーテイクし、ファステストラップも記録してフェラーリでのデビュー戦を勝利で飾った。母国での第5戦スペインGPは単独4位走行中の終盤にファステストラップを連発し、ベッテルのトラブルとハミルトンのリタイアで2位表彰台を獲得した。
第12戦ハンガリーGPでは予選でレッドブルの2台に圧倒的な差をつけられたが3番手につけた。決勝では、ペナルティにより順位を下げたセバスチャン・ベッテルが1周1秒近く速いタイムで後方から追い上げ3位まで浮上してきたが、その時点で2位いたアロンソは30周あまりに渡ってブロックし続けて2位表彰台を獲得。第13戦ベルギーGPで予選10番手、決勝では不用意なミスからクラッシュでリタイアとなってしまうが、第14戦イタリアGPでは予選でポールポジションを獲得。決勝ではスタートで2位に落ちたが、1回目のピットストップでバトンをかわして首位に立つと、ファステストラップを刻みながらそのままトップでチェッカーを受け、フェラーリの母国でハットトリックを達成した。フェラーリ移籍初年度でフェラーリのお膝元であるモンツァで優勝を決めたのは1996年のミハエル・シューマッハ以来14年ぶりである。続く第15戦シンガポールGPでも2戦連続となるハットトリックを飾り、タイトル争いで2位に躍進した。ちなみにこの優勝は、2004年のミハエル・シューマッハー以来6年ぶり、F1史上50回目のグランドスラム達成でもあった。チャンピオンシップ首位に返り咲き、迎えた最終戦アブダビGPにてピット作戦の失敗も重なり7位入賞に終わり、それまでドライバーズランキング3位だったセバスチャン・ベッテルが優勝したため、チャンピオン獲得はならず、ランキング2位に終わった。

#### 2011年

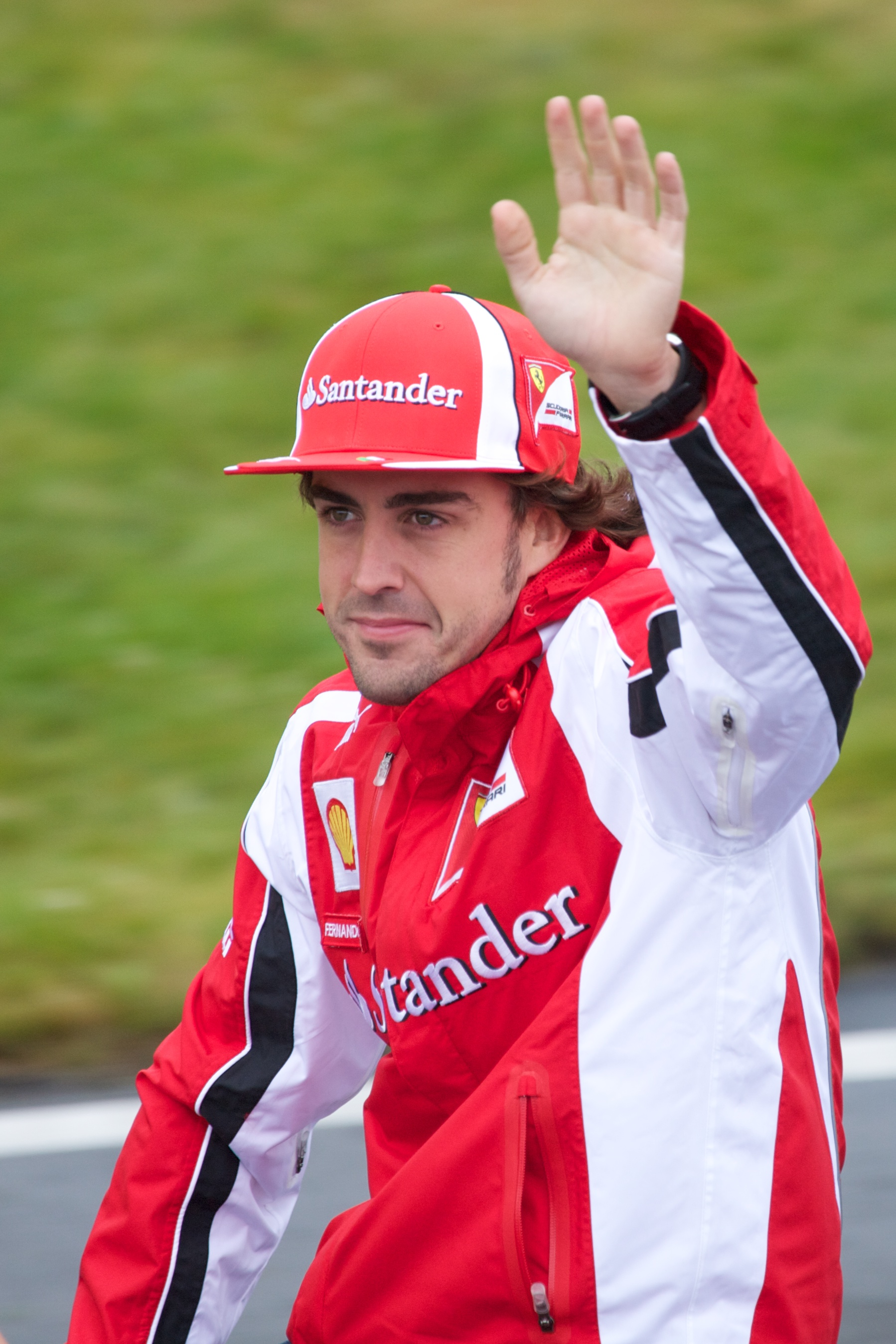
2011年カナダGP

2011年もフェラーリから参戦。開幕前のテストから好調で、昨年の王者レッドブル勢に対抗しうるシーズンになるかと思われていたが、開幕戦オーストラリアGP予選ではレッドブル勢のみでなくテストの不調から巻き返したマクラーレン勢の後塵を拝し、5番手からスタートすることになり、決勝レースではルノーのヴィタリー・ペトロフにも先行される結果となった。第2戦マレーシアGPでも予選5位にとどまり、決勝では終盤にペースを上げ3位のハミルトンをオーバーテイクしようと試みたが、フロントウィングをリアタイヤに当ててしまい、ピットストップを余儀なくされ結局6位でレースを終えた。レース後に、接触の責任を問われペナルティを受けたが、順位の変動はなかった。
第5戦の直前となる5月19日、2016年までフェラーリとの契約延長を発表。そして、第9戦イギリスGPでは2010年韓国GP以来の優勝を遂げた。この勝利はフェラーリがシルバーストン・サーキットで初優勝をあげてからちょうど60周年という記念日であり、同時に同じコースでの勝利で花を添える形となった。
ドライバーズランキング3位で迎えた最終戦ブラジルGPであったが、3位を争うマーク・ウェバーが同グランプリを制したため、アロンソはウェバーと1点差のランキング4位でシーズンを終えた。

#### 2012年

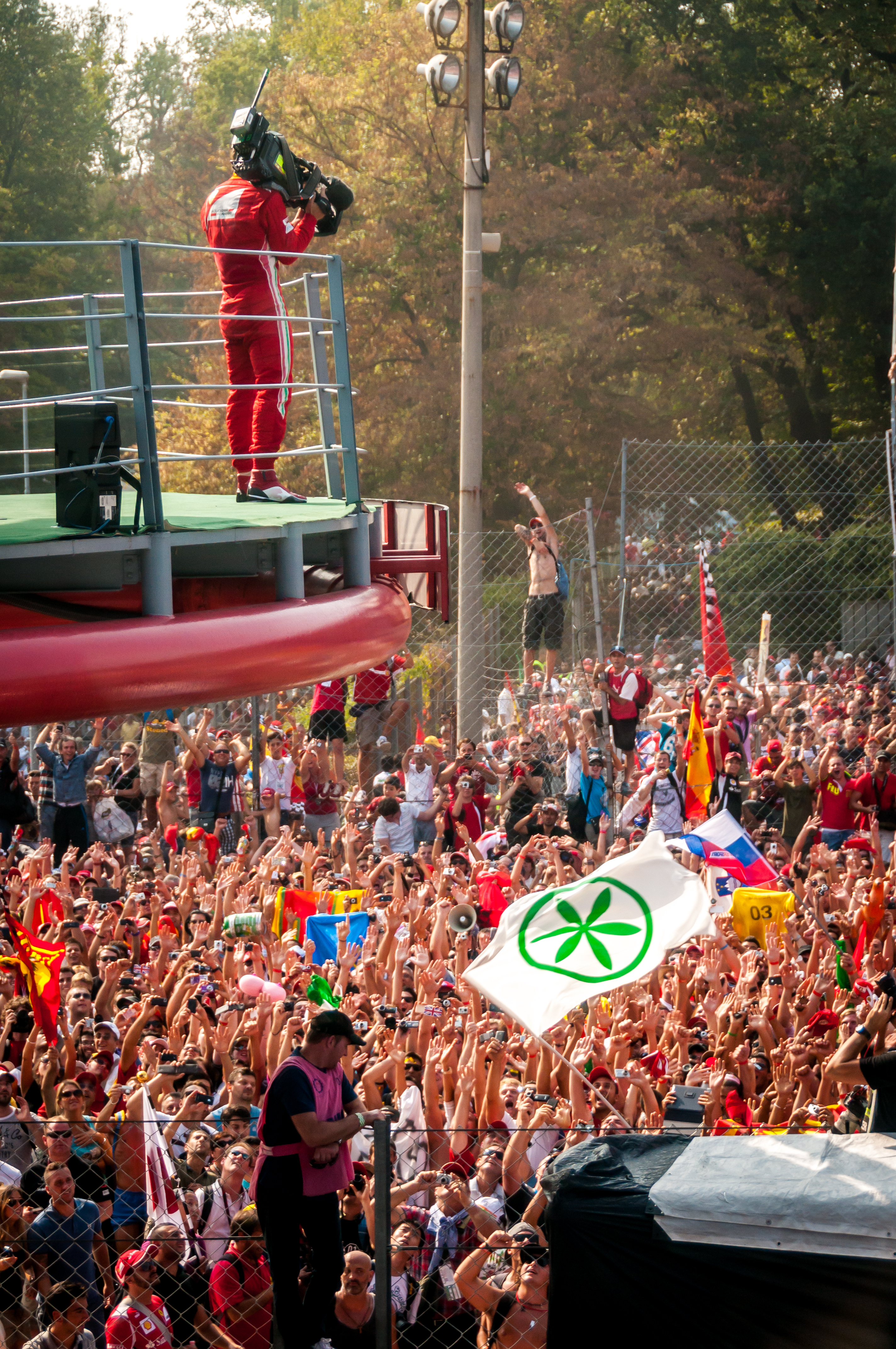
イタリアGPの表彰式にてアロンソとティフォシたち

2012年も引き続きフェラーリから参戦。テスト段階からF2012の性能不足は明らかで、開幕戦オーストラリアGPでは予選Q3に進むこともできなかったが、第2戦マレーシアGPでは、雨天の混乱を制してアロンソ自身「大きなサプライズ」と語る勝利を挙げた。母国グランプリの第5戦スペインGPでは大幅なアップデートによりマシン性能が改善、パストール・マルドナドに次ぐ2位を獲得する。続く第6戦モナコGPでも3位表彰台を獲得し、この時点でランキングトップに立った。第8戦地元ヨーロッパGPでは、予選11番手から追い上げ、トップを独走していたベッテルのリタイアにも助けられ今シーズン2勝目を飾り、表彰台では感極まり目頭を押さえた。第9戦イギリスGPと第10戦ドイツGPではどちらも雨の予選を制しポールポジションを獲得する。イギリスGPでは最後にウェバーに競り負け2位に終わるが、ドイツGPでは終始トップを守り3勝目を挙げた。ランキング2位以下のライバル達との大きな差を維持しながら、3度目のチャンピオンへ向けて順風満帆と思われた。
しかし、第12戦ベルギーGPのスタート直後の1コーナーで他車との接触事故によりリタイアをきっかけに流れが変わる。第13戦以降は1勝も挙げることができなかったが表彰台に乗り続けることでポイントリーダーを一時は死守したものの、逆にレッドブルが第14戦シンガポールGPのアップデートにより戦闘力が大幅に改善し、それを駆るベッテルに猛追される。そして、第15戦日本GPも第12戦と同様の形でリタイアに追い込まれ、第16戦韓国GPの結果により、ベッテルにポイントリーダーの座を譲る展開となった。それでも、表彰台入賞でポイント差拡大を食い止め、最終戦ブラジルGPでの逆転に賭けたが、2010年の雪辱を果たすような展開にはならなかった。チャンピオンを獲得したベッテルとは3点差のランキング2位でシーズンを終えた。

#### 2013年

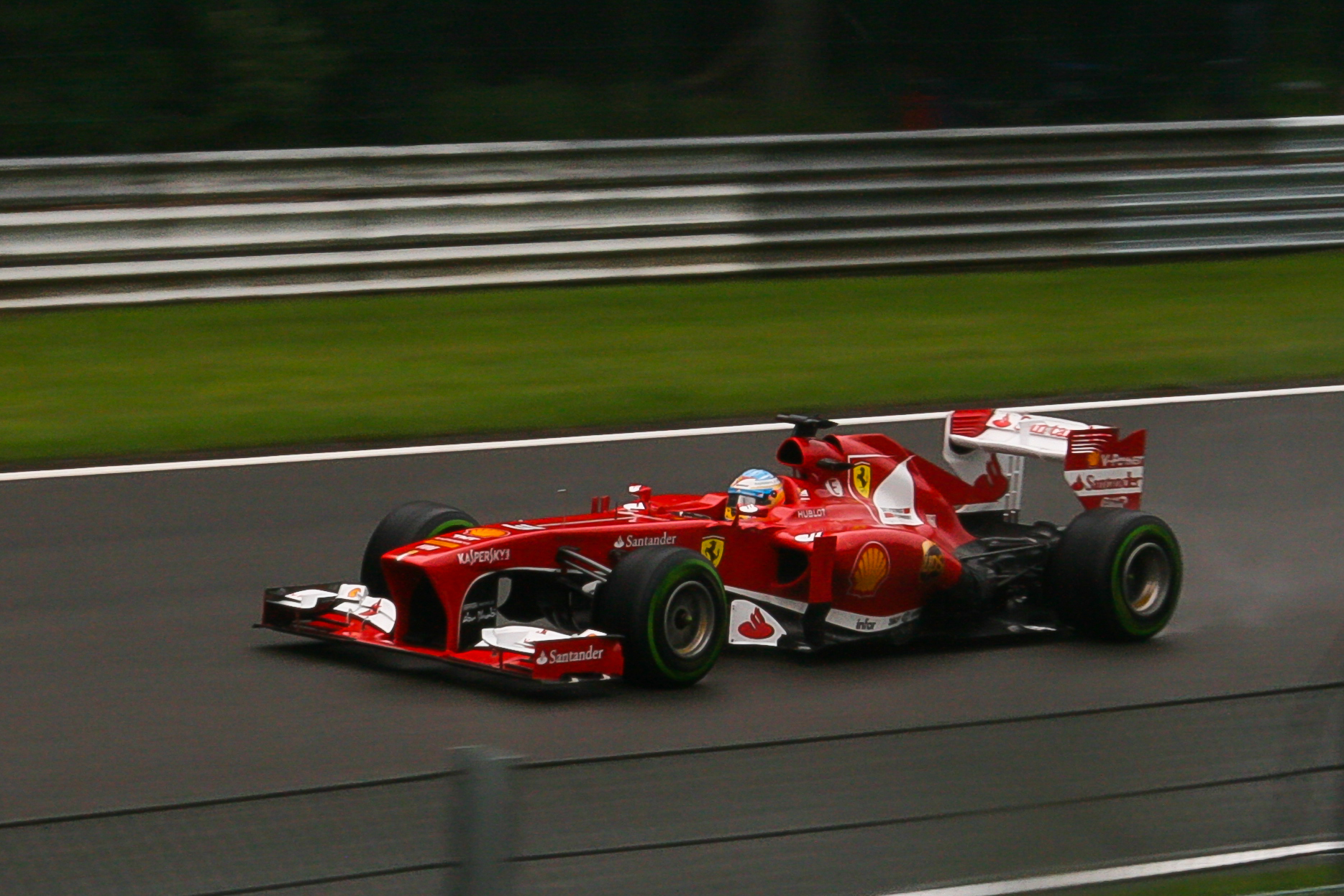
2013年ベルギーGP

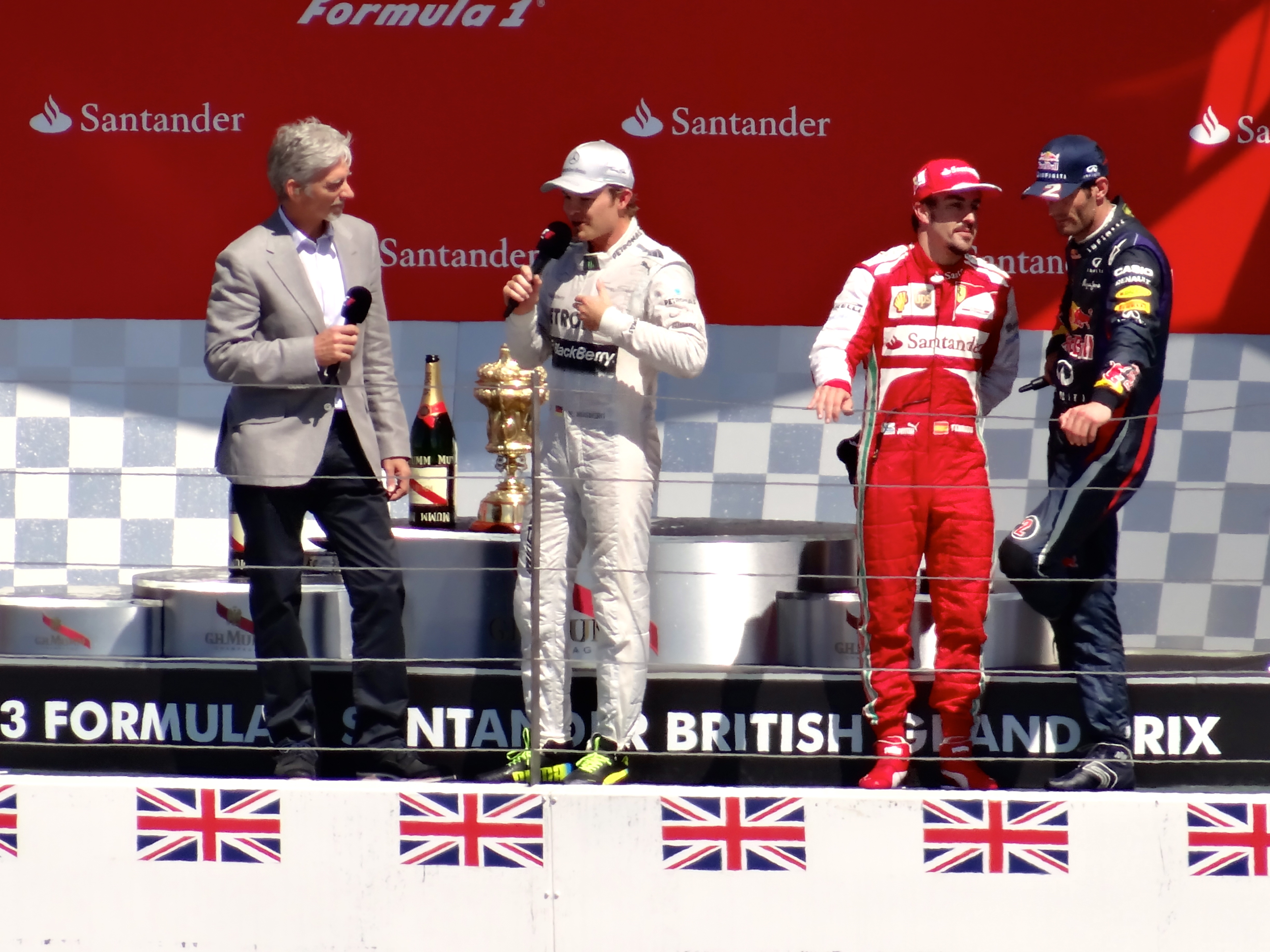
2013年イギリスGP

2013年は開幕から好調で、タイヤに優しいF138の美点を活かして第3戦中国GPとスペインGPで優勝した。地元スペインGPでの勝利は2006年以来であり、また現在までのところ最後の勝利となっている。第7戦まではベッテルの好不調もあり、逆転できる可能性を残していたが、第8戦イギリスGP以降は同GPでのタイヤトラブルに起因する第9戦以降のタイヤの仕様変更の実施をきっかけにベッテルが躍進。以降は一方的にポイント差を広げられてチャンピオン獲得をギブアップ。終盤戦はフェラーリとメルセデスのコンストラクターズ2位争いにおける働きが目立つ程度だった。第17戦アブダビGPでは高速で縁石を乗り越える際に28Gの衝撃を受け、しばらく頭痛などの後遺症が残った。
最終的にドライバーズランキング2位でシーズンを終えた。
だが、誕生日のプレゼントに「他の人が乗っているような車」が欲しいと発言やイタリアGP予選ではスリップストリーム作戦の失敗に対して無線でチームに暴言を吐いたと報道などのチームに対して攻撃的な言動をとったことにルカ・ディ・モンテゼモーロ会長から釘を刺され、スタッフからの信頼を失う言動をしてしまった。それにより、磐石と思われていたチームとの関係はシーズンが進むにつれ変化し、シーズン後半にはチーム離脱が噂されるようになる。

#### 2014年

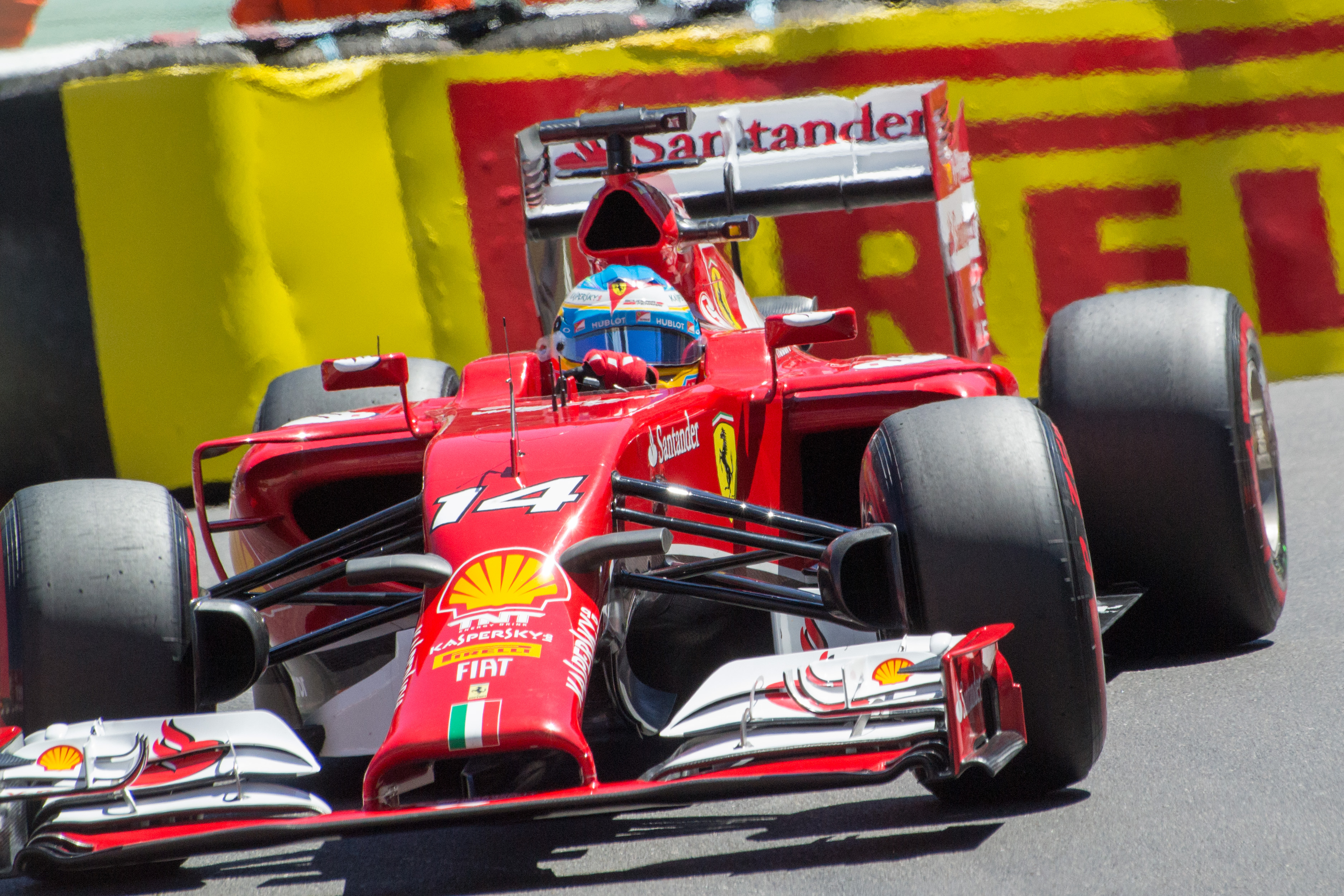
2014年モナコGP

レギュレーションの変更に伴い、固定ナンバー制となった。アロンソは14を選択。これはカート時代に使用していたラッキーナンバーである。
この年のマシン、フェラーリ・F14 Tはパワーユニットの小型化をして空力性能を重視したマシンとして設計されたが、この代償としてエンジンは出力・燃費共にメルセデス勢に劣る性能となってしまったうえ、シャシーも期待していた戦闘力を発揮できず苦戦が続く。中国GPでは雨の予選となりマシン性能が雨で相殺されたため、アロンソの実力により上位グリッドを獲得。ドライとなった決勝ではメルセデスとウィリアムズの2台がスタートで接触し後退したチャンスを活かして3位表彰台を獲得。ハンガリーGPの決勝は難しいウェットな路面で接触するマシンが続出。セーフティーカー出動による順位のシャッフルや上位勢の混乱した争いの中を上手くくぐり抜け、優勝まであと一歩のところまで迫ったが、残り2周でレッドブルのダニエル・リカルドにパスされ2位表彰台に終わり、これがシーズン最大の見せ場となった。戦闘力には恵まれないながらも安定した走りを見せ、完走したレースではすべて入賞するが、最終的にシーズンの表彰台回数はこの2回のみで未勝利に終わり、ドライバーズランキング6位でシーズンを終えた。
11月20日、アブダビGPにてアロンソは今シーズン限りでフェラーリから離脱することを発表。同時にベッテルがフェラーリ入りすることが発表された。これによりアロンソとフェラーリとの2016年までの残り契約は破棄される形となった。

### マクラーレン（第2期）

#### 2015年

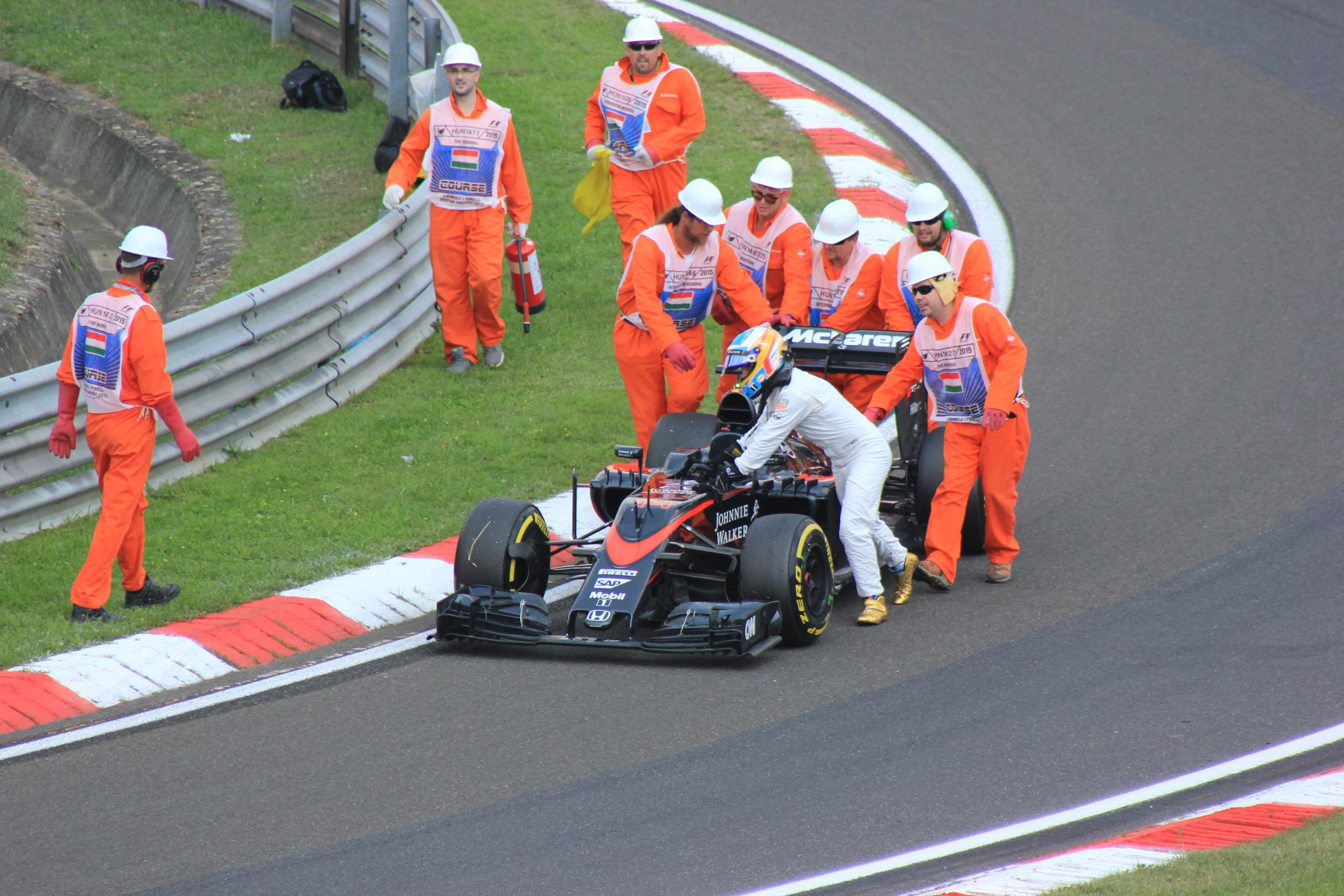
2015年ハンガリーGP

2014年12月11日、2015年よりホンダのパワーユニットを搭載するマクラーレンへ移籍することを発表。契約期間は3年。2007年以来のマクラーレンへの復帰となる。アロンソ側はフェラーリ離脱の時点でドライバー契約が未定でかつ前年に表彰台を獲得したチームがマクラーレンしか無かった事、マクラーレン側はホンダとのタッグ復活にあたり実績あるドライバーが要る事でかつて非難し合った者同士の思惑が一致する事になった。契約金は49億円で、バトンの14億はもとよりベッテル、ハミルトンより10億円以上高額な報酬だった。
しかし開幕前のバルセロナテストのクラッシュにより負傷し、開幕戦オーストラリアGPを欠場した（代役はリサーブドライバーのケビン・マグヌッセン）。第2戦マレーシアGPから復帰するが、ホンダ側の準備不足に起因するパワーユニットのパワー不足及び信頼性の低さ、この年のマクラーレンのシャシー設計の不振に苦しむこととなった。それでも第9戦イギリスGPでシーズン初入賞となる10位入賞を果たし、次戦ハンガリーGPではマクラーレン・ホンダ復活後最高の5位を記録したが、その後は再びパワー不足やマシントラブルに苦しめられるレースが続く。この不満はホンダのホームである日本GPで爆発し、思うように加速できなかった際に無線で「GP2 engine(まるで傘下レースであるGP2のエンジンだ)」と叫ぶ様子が中継され大きな波紋を呼んだ。マシン設定やレース戦略ではなくパワーユニット性能自体をドライバーが否定するのは極めて異例であり、この騒動に象徴されるようにマシン性能に苦しむ1年を過ごした。

#### 2016年

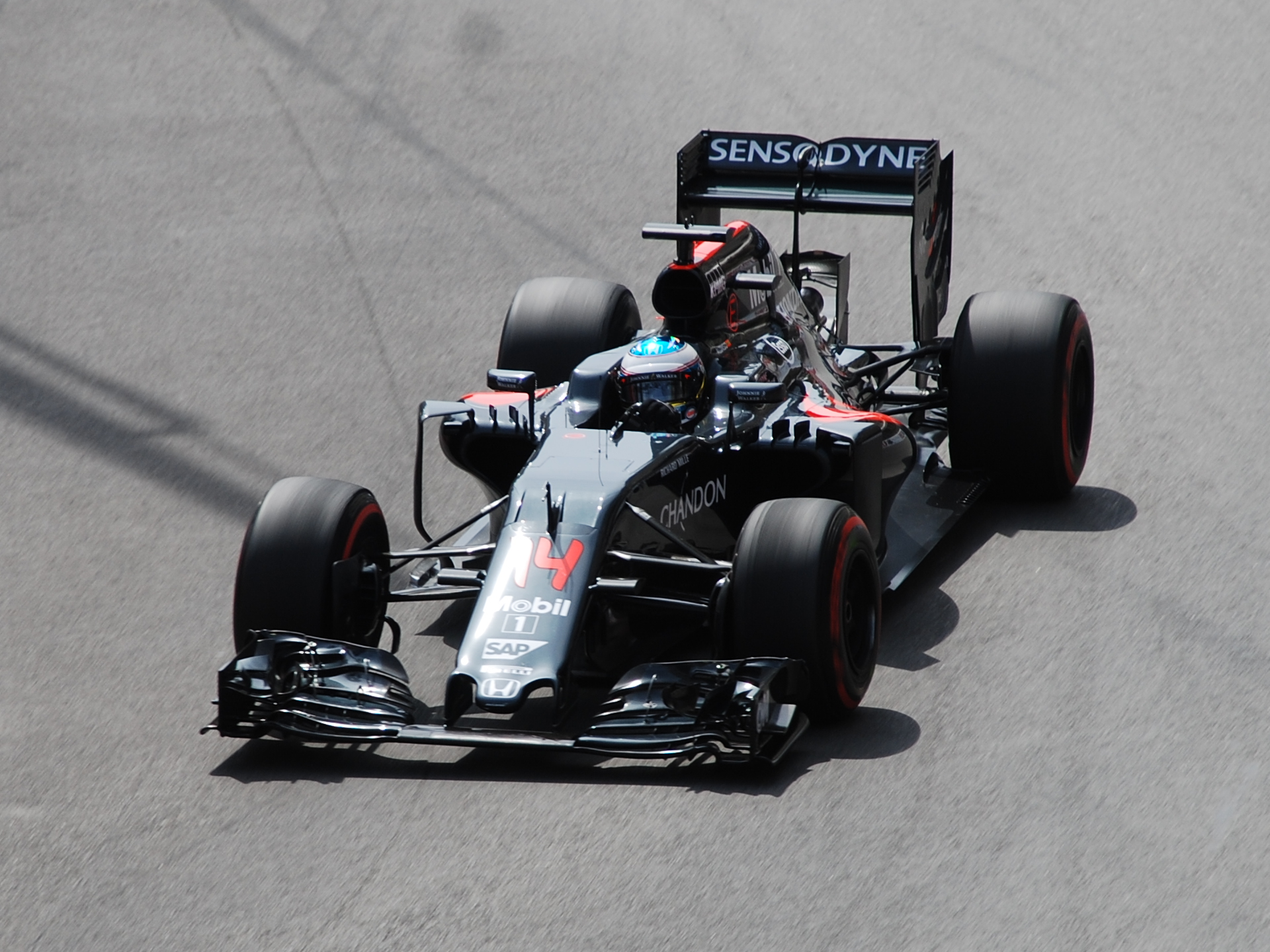
2016年モナコGP

この年もマクラーレンより参戦。しかし開幕戦オーストラリアGPで、ハースF1チームのエステバン・グティエレスと接触し、大クラッシュを喫してしまう。事故直後は自力でマシンから脱出するなどケガはなかったように見えたが、その後、肋骨を骨折しており気胸と肺損傷のダメージを負っていることが判明し、翌戦バーレーンGPでドクターストップがかかり、またしてもレースを負傷欠場することとなってしまった。第3戦中国GPで復帰。ロシアGPで6位に入りシーズン初入賞。第5戦スペインGPで第2期マクラーレン・ホンダで初のQ3進出（決勝はリタイア）。イタリアGPでは入賞が見込めない終盤、予定外のスーパーソフトタイヤ交換とタイムアタックを貫行し今期初のファステストラップを獲得。その後もコンスタントにポイントを稼ぎ、最終的にはランキング10位となり、コンストラクターズランキングでマクラーレンより上のウィリアムズのフェリペ・マッサのランキングを上回った。

#### 2017年

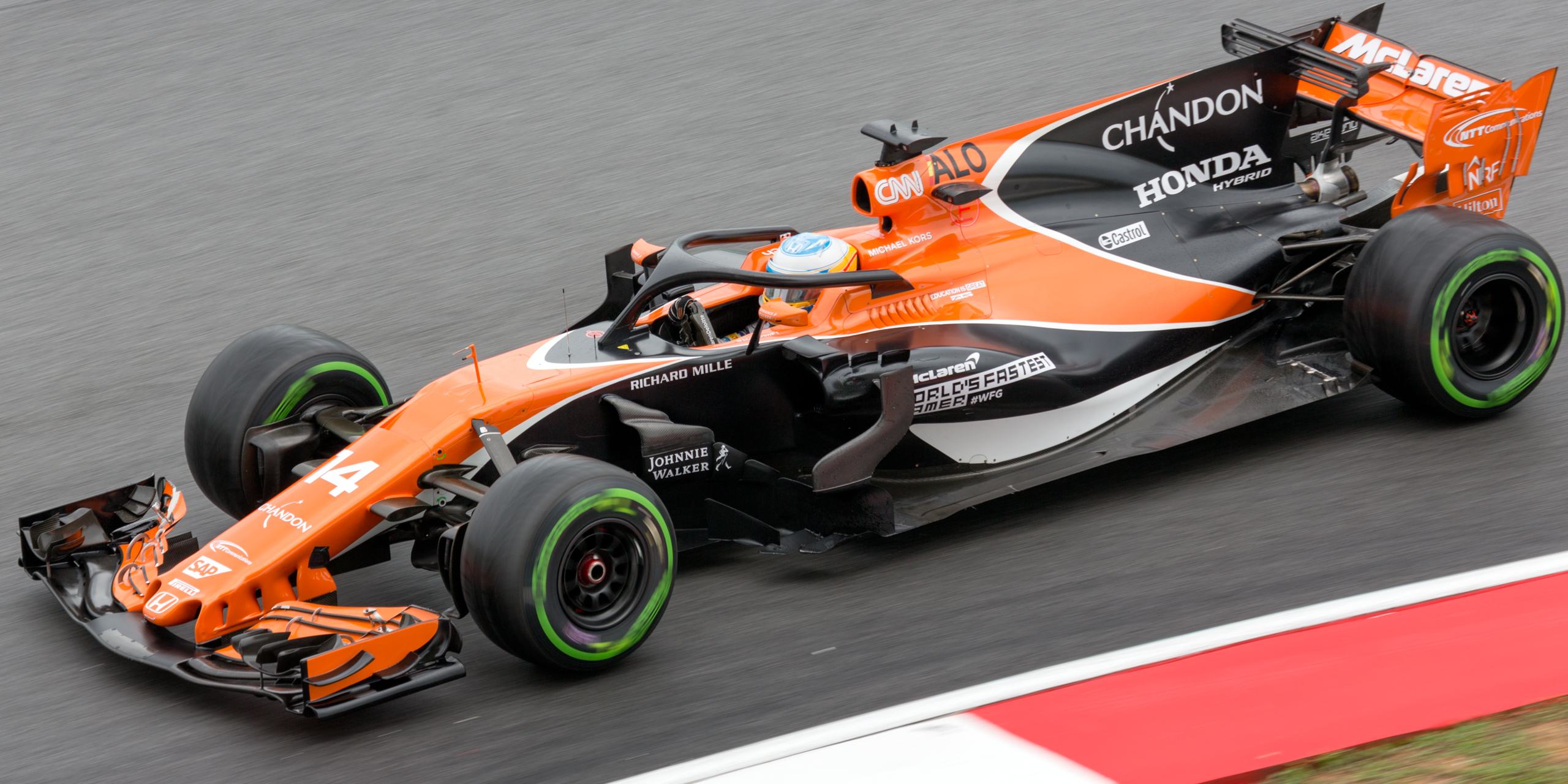
2017年マレーシアGP

引き続きマクラーレンより参戦。バルセロナでのプレシーズンテストで再びホンダ製パワーユニットの信頼性及びパワーの低さが露呈し、フラストレーションを爆発させた。それでも開幕戦オーストラリアGPと第2戦中国GPでは、戦闘力の劣るマシンで入賞圏内を走行する渾身の走りを見せた。結果は2戦ともマシントラブルによるリタイアに終わったが、アロンソ自身はこの2戦を「人生のベストレース」と評した。アゼルバイジャンGPで波乱の中9位完走を果たしたが、これが2017年度初のポイントであった。ハンガリーGPではシーズン最高位となる6位入賞を果たしファステストラップも記録。終盤3戦は3戦全てポイントを獲得した。しかし獲得ポイントは17ポイントに留まりランキング15位でシーズンを終えた。
だが、アロンソはシーズンを通してホンダPUのパフォーマンスを批判。実際、ストレートの多いバクー市街地コースではメルセデスやほかの上位陣の車両がアロンソをはっきりと抜き去るシーンが国際映像で放映され、前年よりも競争力のひどいマシンで戦っていることを鮮明に映し出され、アロンソおよびマクラーレンチームの言動に問題はあったとしても、彼が怒るのも無理はなかった。また、ベルギーGPでは予選後に「ホンダエンジンでなければフロントローを取れた」と発言したようにマシン性能に対する苛立ちも隠せなくなっていた。そんななか、この年限りでマクラーレンはホンダとのPU契約を打ち切り、2018年からはルノーPUを搭載することが決定した。その後アロンソの残留も発表された。また、この年はインディ500に参戦するため、モナコGPを欠場している（代役は前年に引退しリザーブドライバーになっていたバトンが務めた）。

#### 2018年

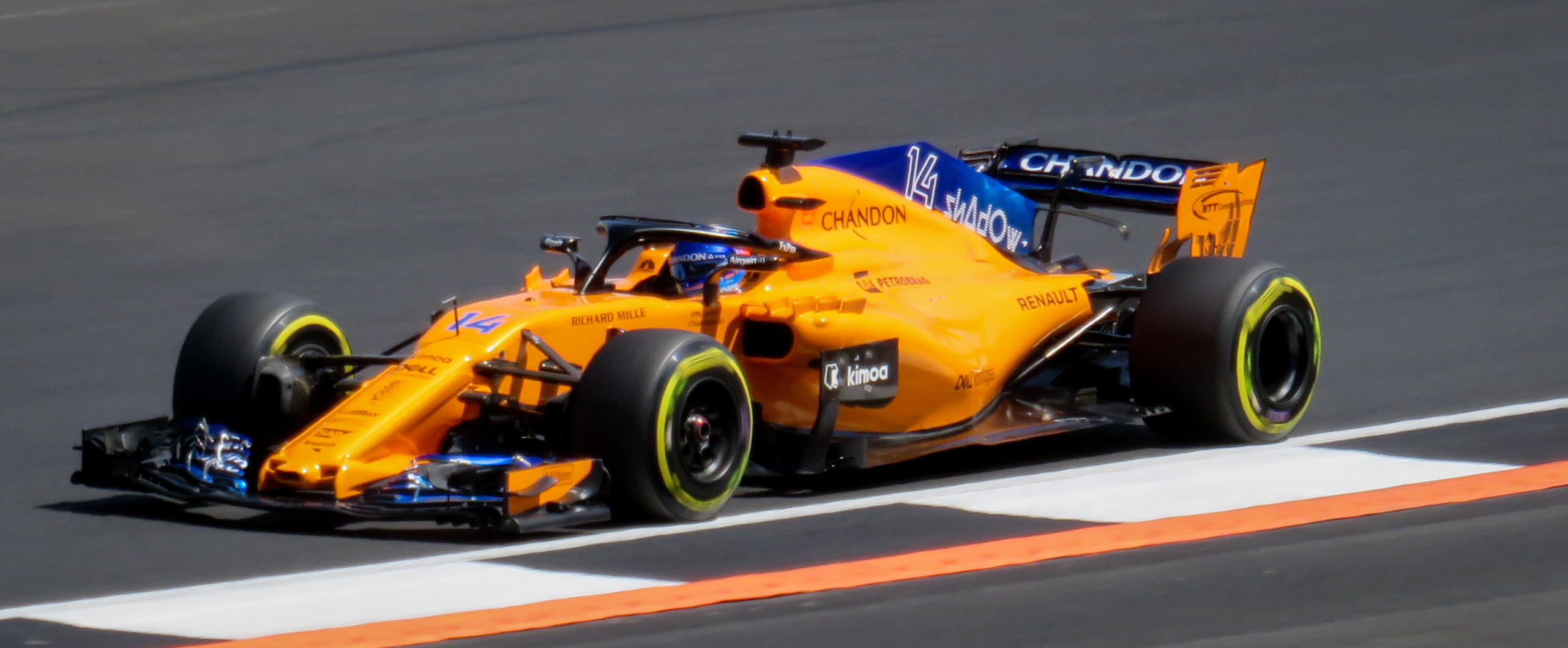
2018年イギリスGP

ルノーPUに交代した初年度であり、マクラーレン4年目となる。トヨタからFIA 世界耐久選手権 (WEC) へのフル参戦も決まり、モナコGP以降は7週連続出走（ル・マンテストデーを含む）というハードなスケジュールをこなす。2017年の言動から厳しい目で見られていたうえ、テストではマシントラブルが頻発して不安視されていた。だが、開幕戦オーストラリアではマックス・フェルスタッペンを抑えて5位フィニッシュ。マクラーレンに4年ぶりの開幕戦入賞をもたらした。また2016年から導入されたドライバー・オブ・ザ・デイに初めて選ばれた。第4戦まで予選Q2止まりながら、前のグリットのマシンのリタイアなども生かし、巧みなレース展開で連続入賞。そして、マクラーレンが本命と称する「Bスペック」を投入した第5戦でシーズン初のQ3進出を果たし8位入賞。5戦連続入賞を決めたが、中盤に入り他チームのアップデートが進むと勢いに陰りが見られ、その後2戦連続でマシントラブルによるリタイア・第8戦フランスGPではバンドーン共々Q1落ちを喫した。その中で次戦オーストリアGPでは予選後のパーツ交換でピットレーンスタートとなりながら8位入賞を決めた。
ル・マン24時間レースを制して目標である「グラハム・ヒル以来の世界三大レース制覇」に王手をかけたことで、インディカー転向が現実味を帯びるようになった。8月14日、アロンソは「2019年シーズンはF1に参戦しない」ことを表明。「コース上の戦いが減り、勢力図が固定された現状」を理由に挙げ。ただ、将来的な復帰を否定したコメントを出しながらも、レギュレーション次第で復帰するといった完全に引退するわけではないというコメントを残し、あくまで2019年のF1世界選手権に参戦しないことを明言しただけにとどまった。最終的な獲得ポイントは50ポイントとなり、ランキング11位でシーズンを終えた。

### 2019年 - 2020年
2019年
2019年はF1のシートは失ったが、マクラーレンのアンバサダー兼リザーブドライバーとして引き続き関わって行くことが発表された。また、2018年11月にインディカーシリーズへのフル参戦はしないものの、インディ500の再参戦を発表。WECの活動を並行しつつ、同年4月のバーレーンGP後に行われた合同テストでMCL34を担当し、テストドライバーとしてF1の活動を行った。また、参戦中のWECの残りのラウンドの出走後の動向は不明であったが、WECについては2019年5月に同年のル・マンを最後にトヨタ（TMG）を離れることを表明した。そんななか、インディ500の2度目の挑戦の終了後（後述）、マクラーレンとの関係を巡り、後述のインディカー関連で関係は残っているものの、最終的には2020年1月をもってアロンソとの契約を更新せず、チームは予定通り契約を終了したことを発表。また、他のF1チームのリザーブドライバーとしても残留することができなかったため、この件を以てF1に関わる関係が一旦消滅した。
2020年
2020年は後述のとおり、インディ500の参戦は確定していたものの、2021年の計画についてはレーサーとしての活動を続ける意思はあるものの、F1は新しい技術レギュレーションの導入が2022年へ延期されたことから、復帰を再検討するというコメントし、むしろWECへの再参戦を示唆するコメントを残している状況であった。ところが、2020年のドライバー市場の大きな変動により、アロンソも含めた彼の関係者がF1復帰を検討していると明言するようになった。
ただ、2014年以降に勝利しているチームのシートを得られる場合に限って復帰するのではという見方が強く、本人もそれを希望するコメントを残していたため、噂の域にとどまっていたのだが、ルノーから復帰するのではという噂が流れ始める。
そして、7月8日、ルノーからアロンソと2021年からの2年契約を締結したことを発表。2009年以来12年振りのルノー復帰となった。ただし、これはルノーのドライバー事情とアロンソのF1復帰の実現のためという思惑が一致した面もあったが、アロンソとしては2021年からのF1復帰が確定することとなった。

### アルピーヌ

#### 2021年

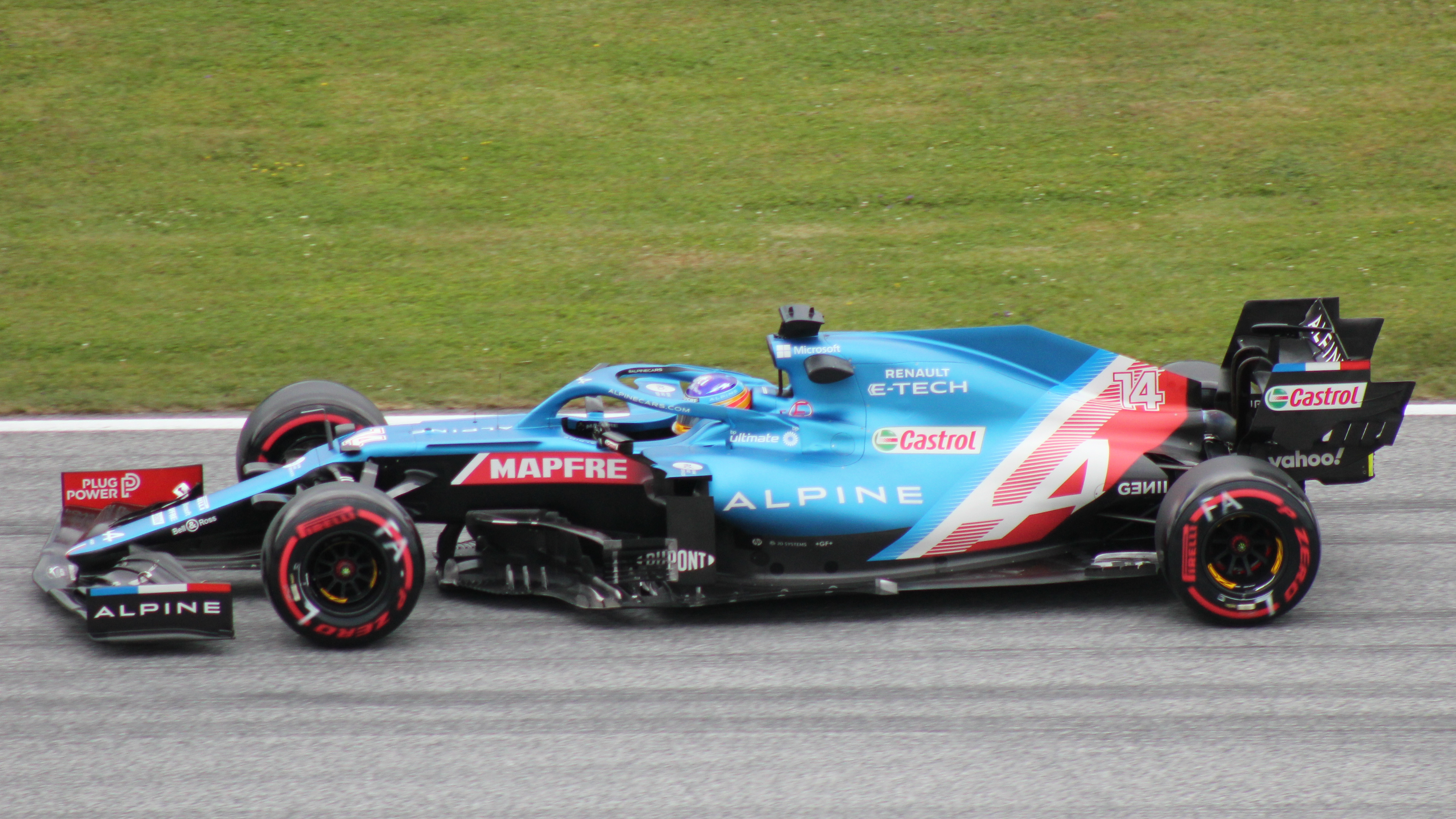
2021年オーストリアGP

予定通りF1へ復帰。チームメイトはエステバン・オコン。ただし、チーム名はアルピーヌへ変更されたため、記録上は違うこととなるが、かつて所属したルノーF1チームを母体とするチームから参戦することとなる。
開幕戦バーレーンGPでは、いきなり予選Q3進出を果たしたが、決勝はブレーキトラブルが起きてリタイアとなった。次戦のエミリア・ロマーニャGPでは他者のマシンのペナルティによる順位変動により10位に繰り上がり、記録上での今季初入賞を記録。第3戦では8位でチェッカーを受け、今季初めて入賞圏内での完走を果たした。
しかし、マシンの適応に苦戦し、開幕戦の予選を除き、第5戦までは予選決勝共にオコンに敗れ続けていた。しかし、第6戦で予選Q3進出（9番手）からの6位入賞を機に一転して好調になり、第6戦からオコンを上回るようになったうえ、連続入賞も記録し始める。
そんな中迎えた第11戦ハンガリーGPでは、予選9番手ながらもスタート直後の多重クラッシュの混乱を切り抜け7位に浮上。クラッシュの後処理による赤旗中断からの再スタート後、タイヤマネジメントをうまくこなし、ピットインのタイミングの関係で38周目から数周だけラップリーダーとなり、ピットイン後は5位で復帰。その後、4位のルイス・ハミルトンがタイヤ差を駆使して追い上げる戦略を狙い再度ピットイン。これによって、順位が入れ替わり、数周後にはハミルトンに追いつかれたものの、そこから両者激しい攻防を展開。最終的にはハミルトンに抜かされて5位フィニッシュとなったが、これによって、ハミルトンの追い上げを阻止し、同時にオコンの初優勝にも大きく貢献。この走りはファンから高く評価され、同GPのドライバー・オブ・ザ・デイに選出され、さらに2021年シーズンのアクション・オブ・ザ・イヤーにも選出された。(レース後、2位のアストンマーティンのセバスチャン・ベッテルが燃料サンプル問題により失格処分となり、チームは控訴するもののそれは覆らない結果となったため、最終的な順位は4位となっている）。
その後の見せ場となったのは第21戦カタールGPで、予選Q3の最中に何台かが黄旗に関するペナルティによるグリッド降格の影響もあり、3番手スタートとなったアロンソは、決勝でもスタートを決めて2位へ浮上。その後、3位に後退するものの、タイヤマネジメントや運を味方につけ、最終的に3位を死守する形でチェッカーを受けた。これにより、自身にとっては2014年ハンガリーGP以来となる表彰台獲得を果たしたうえ、同レースの走りはファンからも高く評価され、今季2回目となる同GPのドライバー・オブ・ザ・デイに選出された。最終結果は81ポイント獲得でドライバーズランキングは10位。また1年を通じてのオーバーテイク数が、最多であったベッテルに次いで2番目に多い128回を記録した。
復帰の際、2021年からの2年契約と報じられていたが、実は1年のオプション付きの1年契約であったため、2022年に関しては契約上未定となっていた。そんな中、第12戦ベルギーGP前となる8月26日、チームはアロンソとの契約を2022年まで延長したことを発表した。

#### 2022年

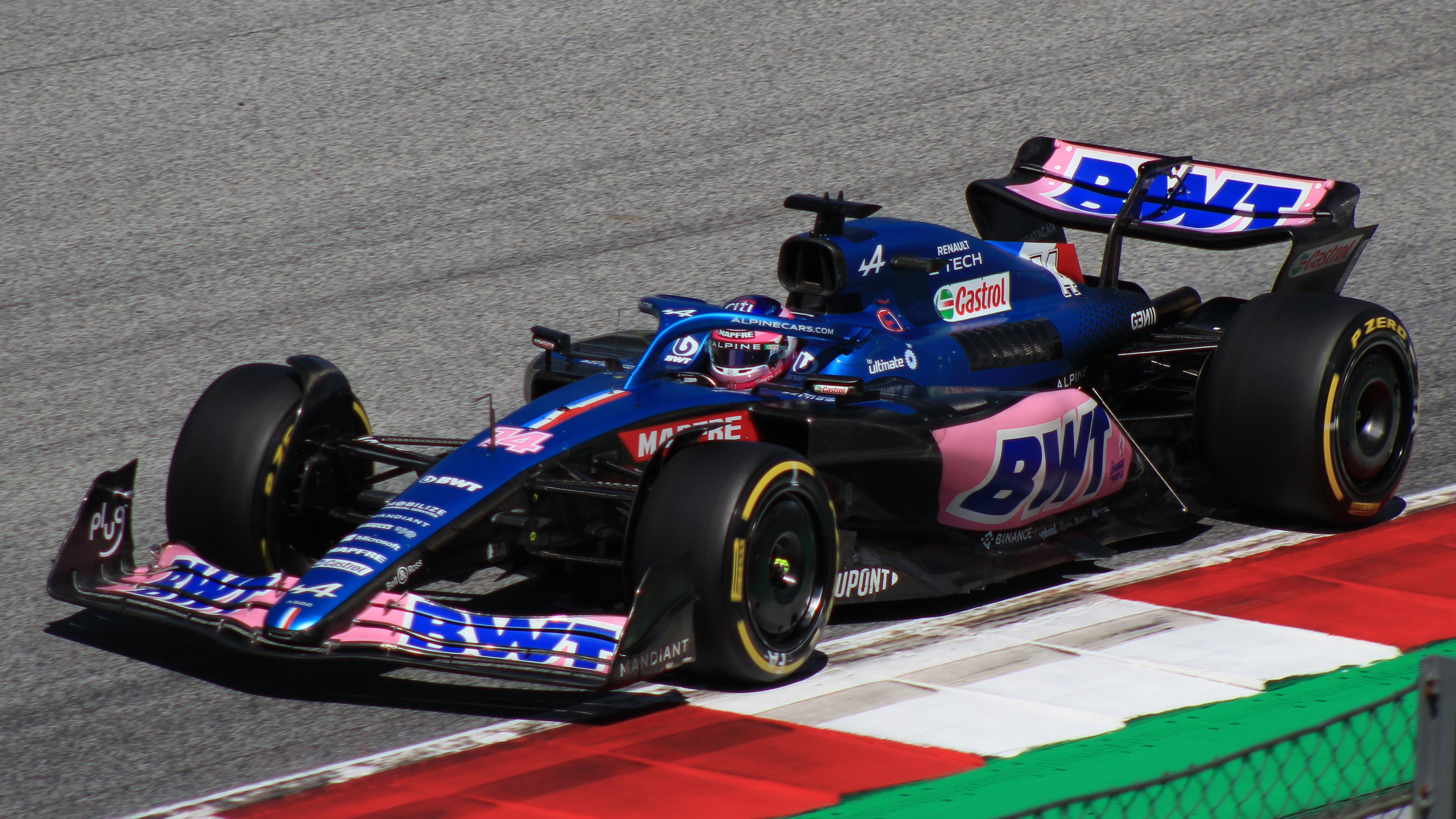
2022年オーストリアGP

前年に続きアルピーヌより参戦。2021年シーズン限りでのキミ・ライコネンの引退により、2022年シーズンの参戦ドライバーでは最年長の現役ドライバーとなった。また、2021年シーズン終了地点で333レースの出走を記録、そして第17戦シンガポールGPで自身通算350戦目を記録し、ライコネンの持つF1最多出走記録を更新した。
チームメイトのオコンを予選、決勝共に上回る走りを幾度となく披露し、カナダGPの予選ではアロンソにとって9年ぶりのフロントローとなる2番グリッドを獲得するなど、時にはレッドブル、フェラーリ、メルセデスのどちらかの間に割って入る活躍を見せた。しかしこの年はマシントラブルがアロンソ側に集中し、特に第20戦メキシコGPで、上位を走りながらエンジントラブルでリタイアした際、悔しさを滲ませ、レース後に｢トラブル等で自分の失ったポイントがいくつもある｣とコメントするほどであった。オコンをランキングで上回れることはできなかったが、前年と同ポイントを獲得しランキングでは前年から一つ順位を上げた9位でシーズンを終えた。

### アストンマーティン

#### 2023年

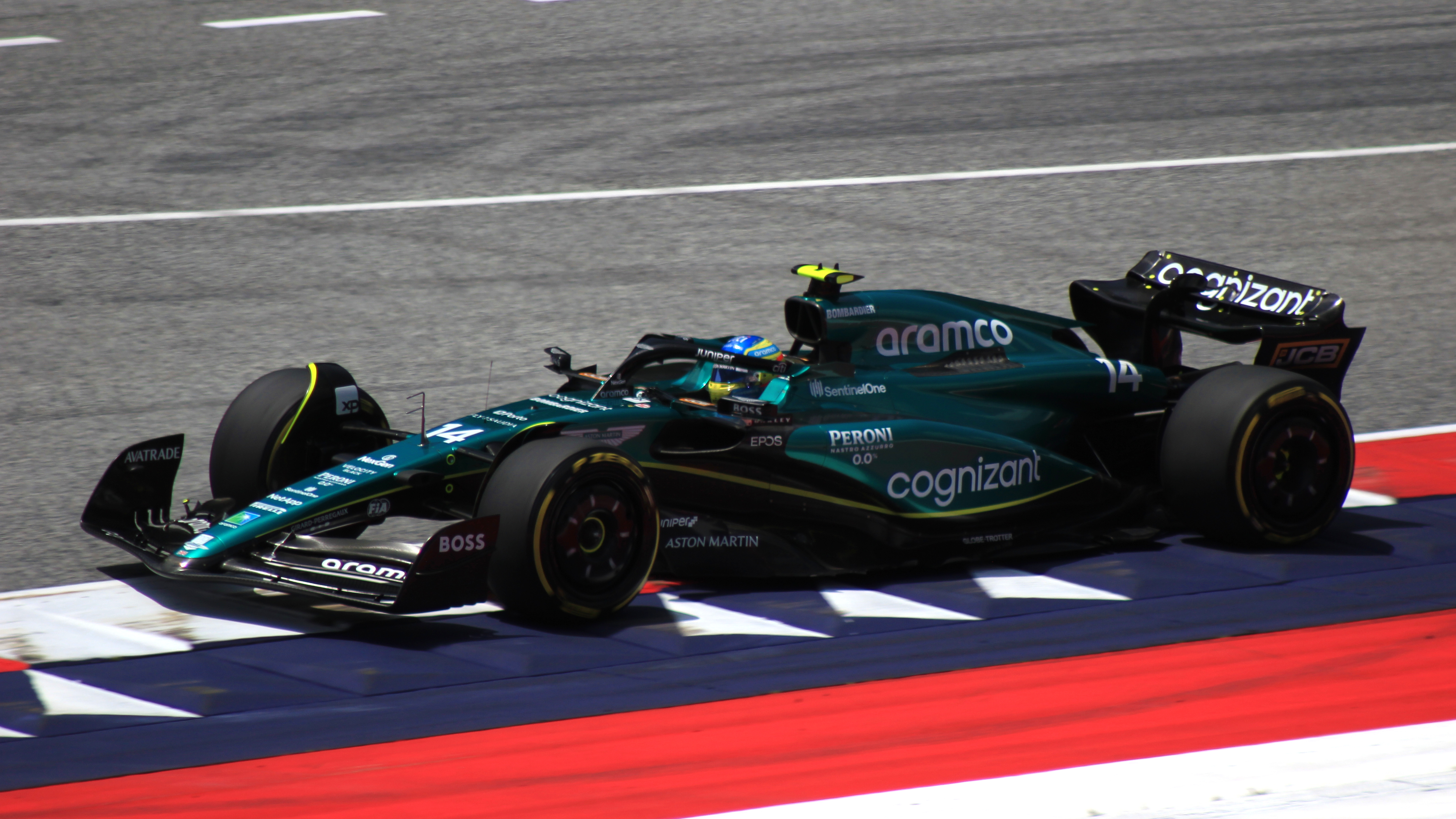
2023年オーストリアGP

2022年8月1日、アストンマーティンが2023年からドライバーとして複数年契約したことを発表した。
開幕戦バーレーンGPでは、フリー走行でトップタイムを記録し、予選5位からスタートで順位を落としながらもメルセデス、フェラーリ勢をコース上で追い抜き3位表彰台を獲得した。第2戦サウジアラビアGPでも予選3位からスタート位置の不備でペナルティを受けてなお連続3位とし、通算100回目の表彰台を記録した。またアストンマーティンの速さが3強に割って入ることを示した。
続く第3戦オーストラリアGP、また第5戦マイアミGPでも3位表彰台を獲得、さらに第6戦モナコGP予選では、0.084秒差でマックス・フェルスタッペンに次ぐ2番グリッドを獲得。決勝でも2位表彰台を獲得した。モナコGPでの表彰台獲得は2012年以来、実に11年ぶりのこととなった。
その後は、他のトップチームからマシンアップデートの点で遅れを取る形となったが、堅実な走りで表彰台獲得、入賞を重ねた。
第21戦サンパウロGP決勝では、レース後半においてセルジオ・ペレスと3位争いを繰り広げた。70周目のターン1でペレスにオーバーテイクを許すも、最終周のターン4で再度オーバーテイク、そのまま逃げ切り、0.053秒差で3位表彰台を獲得した。このオーバーテイクは、2023年のFIAアクション・オブ・ザ・イヤーに選出された。
この年の最終戦を前に、アロンソ、カルロス・サインツ、ランド・ノリス、シャルル・ルクレールによるドライバーズランキング4位争いが激化。最終戦アブダビGPの結果、獲得ポイント数はルクレールと並んだものの、シーズン中の表彰台獲得数の比較により、アロンソがドライバーズランキング4位を獲得した。

#### 2024年
この年もアストン・マーティンから参戦。
この年のマシンは昨年序盤戦ほどの戦闘力がなく、コンスタントに入賞を重ねはしたもののトップ4チームを脅かすには至らず、ドライバーズランキングは9位に留まった。カタールGPでF1史上初となる400レース出走を達成した。
4月11日、アストン・マーティンと2026年までの契約延長を発表。アストン・マーティンは2026年よりホンダのパワーユニットを搭載することが決まっており、9年ぶりにホンダとタッグを組むこととなる。

## インディカーにおける経歴

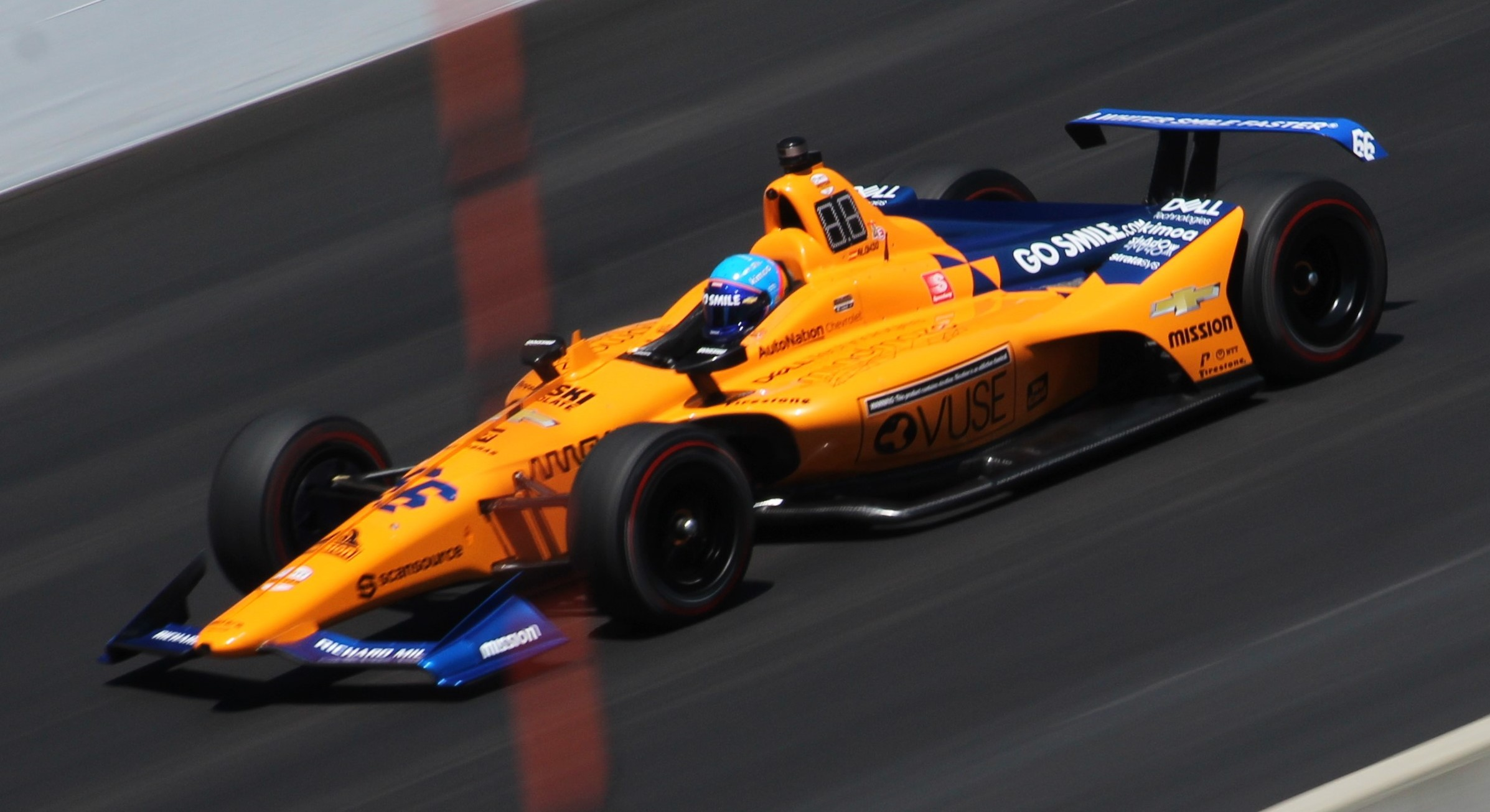
2019年インディ500

2017年4月12日、2017年のインディ500にアンドレッティ・オートスポーツ（「マクラーレン・ホンダ・アンドレッティ」のチーム名でエントリー）よりスポット参戦することを表明。F1シーズン開幕前にマクラーレンのザク・ブラウンが冗談で提案したアイデアが、実現に向け急速に進展したという。これに伴いインディ500と同日に開催されるモナコGPを欠場した。F1チャンピオン経験者がF1を欠場してインディ500に参戦するのは、1965年のジム・クラーク以来となるが、専業化の進んだ現代では極めて異例のことであり、その判断が賛否両論を招いた。
インディカーもオーバルレースも初体験ながら、練習走行から着実に走行ペースを上げていき、予選では5番グリッドを獲得。決勝でも上位につけ、たびたびラップリーダーに立つ活躍を見せたが、残り20周でエンジンブローに見舞われリタイア（記録上は24位）となった。しかし計27周でラップリーダーに立つなどルーキーらしかぬ走りを見せたことが評価され、インディ500のルーキー・オブ・ザ・イヤーを獲得した。
2019年、自身2度目となるインディ500にマクラーレン・レーシングより参戦するが、予選34位となり決勝進出は果たせなかった。
2020年2月、噂にもあった自身3度目となるインディ500の挑戦を計画していたが、過去のホンダPU批判により、インディカーでエンジン供給をしている2社のうちの片方であるホンダの警戒感を招いてしまったため、それを使用するチームから敬遠される事態となった。ただし、WECおよびラリーでトヨタ陣営の一員として参戦していることから、単にホンダの競合企業で活動するドライバーを起用したくないという見方もある。また、もう1社のシボレーを使用するチームであっても彼のスポット参戦に対応する余裕はないとして断られていた。そのため、2020年は断念するかと思われたが、最終的にはシュミット・ピーターソン・モータースポーツ（SPM）と提携し、1979年以来41年ぶりにシリーズフル参戦を果たすマクラーレンからスポット参戦することが発表された。決勝では26番グリッドからスタートしたがマシントラブルもあっても出走車33台、完走24台の中で21位であった。とは言え、アロンソ自身初のインディ500完走を果たしている。

## スポーツカーレース

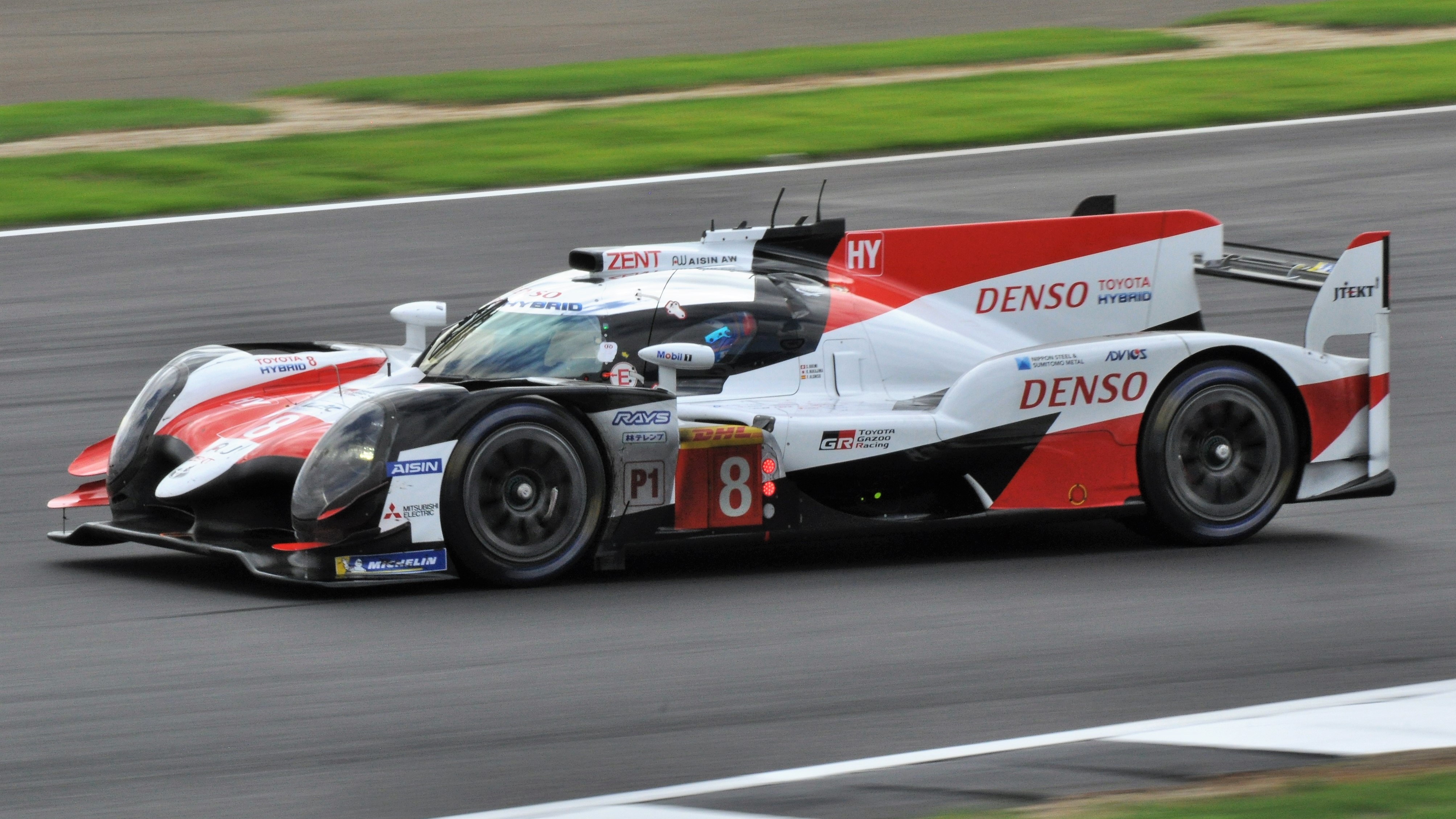
2018年シルバーストン

2018年1月30日、F1と並行してFIA 世界耐久選手権 (WEC) の2018-2019シーズンにTOYOTA GAZOO Racingよりフル参戦することが発表された。セバスチャン・ブエミ、中嶋一貴と組み、トヨタ・TS050 HYBRID 8号車をドライブする。参戦発表時のカレンダーではF1アメリカGPとWEC富士6時間レースの日程が10月21日に重なっていたものの、富士スピードウェイを所有するトヨタがアロンソを出場させることを熱望しているとされ、WECはF1とバッティングしない10月14日に変更することを決定。これによりF1とWECの全戦に出場することが可能になった。しかし「アロンソ一人のために日程を変更した」この決定により、同様にWECと他カテゴリーを掛け持ちする他のドライバーに影響が発生したため、WECとアロンソへ批判の声が上がった。一方で現役F1王者の参戦により、ポルシェが撤退してトヨタのみとなっていたLMP1の注目度を一人で大幅に高めた。
WEC開幕前にはスポーツカーレース習熟の機会として、ウェザーテック・スポーツカー選手権のデイトナ24時間レースにユナイテッド・オートスポーツより参戦した（結果はクラス13位）。
同年のル・マン24時間レースはブエミのペナルティで一時トップのトヨタ7号車から2分10秒引き離されたが、アロンソは初めてのル・マンの夜間走行にもかかわらず、7号車より2秒速いラップライムで周回。差を40秒程度に縮めて中嶋にバトンタッチし、最終的には総合優勝に繋げた。現役F1ドライバーとしては2015年のニコ・ヒュルケンベルグ以来のル・マン制覇で、モナコGPも制していたアロンソはトリプルクラウンにリーチをかけた。
2019年のデイトナ24時間には、小林可夢偉とともに名門ウェイン・テイラー・レーシングのコニカミノルタ・キャデラックDPi-V.Rをドライブ。夜間の豪雨でも圧倒的な速さを見せ、相次ぐ黄旗・赤旗中断をものともせずリードを維持し、総合優勝を果たした。
2019年6月16日、最終戦ル・マン24時間を初となる連覇でシーズンを終え、2018-19年のFIA 世界耐久選手権LMP1ドライバーチャンピオンを獲得した。

## ダカール・ラリー
2019年3月に、TOYOTA GAZOO Racing SAのダカールマシンであるハイラックスEVOを南アフリカでテストドライブ。隣には2009年ダカール勝者のジニール・ドゥビリエが座った。9月にはスペイン人最多となる5度のダカール優勝経験を持つ元ライダーのマルク・コマをナビゲーターとして、南アフリカのリヒテンバーグ400にてラリーレイドデビュー（総合16位完走）。10月のラリー・モロッコにも参戦した（総合26位完走）後、同月下旬にTOYOTA GAZOO RacingはWRCのラリー・カタルーニャの会場で行われた発表会で、アロンソとコマが組んでダカールに参戦することを正式に表明した。11月にはサウジアラビアのアル・ウラ・ネオム・クロスカントリーラリーでラリーレイド挑戦後初の表彰台を獲得した。
ダカール本番ではステージ2で足回りの破損、ステージ10では3回転もしてフロントガラスを全損する大クラッシュなどに遭って総合では上位争いを演じることはできなかった。しかし12ステージ中8ステージでシングルフィニッシュし、ステージ8では上位陣がナビに苦しんだこともあり2位フィニッシュを果たすなど、路面を選ばないマルチな才能を見せつけた。最終的には総合13位で、初のダカールを無事完走して終えた。

### その他
2019年11月に、アルゼンチンで絶大な人気を誇るスーパーTC2000に参戦しているトヨタ・カローラST2000をテストドライブしている。なおアロンソが前輪駆動のツーリングカーをドライブするのはこれが初である。ただしこれはトヨタのプロモーションが主な目的である。またテストドライブと同時にストックカー・ブラジルへのカローラの参戦発表会も催されたが、これにアロンソも同席している。

## 特筆されるレース
2003年ハンガリーGP
この年のルノーのマシンR23の特性を生かし、同年マレーシアGPに次いでポールポジションを獲得すると、レースではスタートから、2位のライコネンに大差をつけた他、この年のワールドチャンピオンであるミハエル・シューマッハを周回遅れにする好走をみせ、自身のF1キャリア初優勝を飾った。
2004年マレーシアGP
予選1回目でトップタイムをたたき出し、マレーシア2連続ポールポジション獲得も期待されていた矢先、予選2回目でまさかのスピンにより最後尾スタートとなるが、決勝ではオープニングラップの混乱をかわし9位にジャンプアップすると、ジャガーのマーク・ウェバーをかわし8位にポジションを上げる。その後、ウィリアムズのラルフ・シューマッハがマシントラブルでリタイアしたため最後尾から7位でチェッカーを受けた。
2005年サンマリノGP
サンマリノGPではミハエル・シューマッハと緊迫したテール・トゥ・ノーズの優勝争いを展開した。2005年は先行するアロンソがシューマッハを10周以上に渡って巧みに抑え込み僅か0.2秒差で優勝。
2005年日本GP
雨絡みの予選では出走順のあやで16位に沈んだが、決勝ではキミ・ライコネンとともにオーバーテイクショーを披露。最終ラップに逆転優勝したライコネンに及ばず3位に終わったものの、300km/h超のスピードで飛び込む鈴鹿名物の130Rでミハエル・シューマッハをアウトから豪快に追い抜く見せ場を作った。
2006年バーレーンGP
予選4位から順位を上げ、速さで勝るフェラーリのミハエル・シューマッハが迫っていたため予定より早めにピットストップする事を決断、これが見事に的中しシューマッハを逆転する事に成功した。直後にミハエル・シューマッハとサイドバイサイドで1コーナーを通過するという非常に緊迫したバトルを制した。
2008年日本GP
予選ではタイトル候補の一角であるフェリッペ・マッサを上回る4位を獲得。決勝ではスタート直後の1コーナーでルイス・ハミルトンが他車を巻き込みコースアウトするなど大混乱となり、トップ2チームが順位を落とす混乱に乗じて1位となったロバート・クビサに続く2位となる。その後はクビサとの優勝争いとなりクビサのピットストップに乗じてペースアップ、次の周にはクビサよりも短い給油時間でピットストップを行い、逆転に成功。その後のピットストップでもトップを譲ることなく逃げ切り前戦シンガポールGPからの2連勝を達成した。このレースではワールドチャンピオン争いを展開していたハミルトンとマッサが共にトップドライバーとしてあるまじき行為でペナルティを受けるなどタイトル候補の二人が評価を落とした反面、終始安定した走りと速さで大人のレースを見せ優勝したアロンソの評価が大きく上げる結果となった。
2010年イタリアGP
週末を通して好調でポールポジションを獲得。決勝ではフロントローにつけたマクラーレンのジェンソン・バトンにスタートで先行を許すもピットストップで逆転、その後はファステストラップを刻みながら他を寄せ付けない走りで優勝を果たした。フェラーリ移籍初年度でお膝元であるモンツァを勝利したドライバーは1996年のミハエル・シューマッハ以来14年ぶり、ハットトリックを決めたドライバーとしては1950年からフェラーリがF1に参戦してから史上初となる歴史的快挙である。フェラーリの母国凱旋でのハットトリックはこの年のドライバーズチャンピオンシップに望みを繋ぐだけでなくチームの士気をさらに高める大きな勝利となった。
2011年スペインGP
予選4位からスタートしたアロンソは、スタートでいきなりハミルトンとレッドブルの2台をパスしトップに立ったが、その後ズルズル後退してしまい、最終的にトップから1周遅れの5位フィニッシュ。しかし、このロケットスタートは当時のフェラーリとレッドブルの戦闘力の差を考えると、非常に素晴らしいスタートであると特筆される。
2012年ヨーロッパGP
予選11番手スタートからポジションを上げ、セーフティカー導入前後に2位まで挽回。その後、独走していたセバスチャン・ベッテルがリタイアしてトップに立つ。観衆の声援を受けながら地元グランプリでの2度目の優勝を果たし、表彰台で涙を流した。
2018年アゼルバイジャンGP
オープニングラップにセルゲイ・シロトキンと接触して左の前後輪をパンクし、フロントウィングとフロアも傷んだ状態で懸命にピットへ帰還。ダメージが残るマシンで最後尾から追い上げ、セーフティカーも味方につけて7位入賞を果たす。この成績は「執念とプライド」の結果であり、「僕の人生の中でもベストレースかもしれない」と振り返った。
2021年ハンガリーGP
9番グリッドからスタートしスタート直後の混乱を切り抜けて4位を走っていたレース終盤、後方からアロンソよりも数秒速いペースで追い上げてきたメルセデスのルイス・ハミルトンを巧みなライン取りで10周に渡ってブロック。最終的にはハミルトンに抜かされて5位フィニッシュとなったが、勢いのあったハミルトンの追い上げを阻止したことでチームメイトのエステバン・オコンの初優勝にも大きく貢献したこの走りは、往年のファンを喜ばせるだけでなくアロンソの実力を改めて証明するレースとなった。
2023年バーレーンGP
この年からアストンマーチンに移籍し、その移籍初戦となったバーレーンでアロンソは予選5位になると、決勝ではスタートでアロンソをかわしたハミルトンと激しい5位争いを展開すると、38周目にコース一番の難所であるターン13でハミルトンをオーバーテイク。さらにフェラーリのルクレールがリタイアして4位にポジションを上げると、同郷の後輩サインツがロックアップした隙を見逃さず、3位に上がり表彰台を獲得した。
2023年サンパウロGP
予選3番手からスタートしたが、スタート時の加速が悪くチームメートのランス・ストロールと共に後退するが、後方での大クラッシュにより再スタートとなると、4周目にハミルトンをかわして3位に上がりそのままポジションをキープするが、ソフトタイヤに交換したレッドブルのセルジオ・ペレスがファステストラップを記録しながら真後ろに迫ると、残り2周の1コーナーでペレスにかわされ4位に後退。しかしファイナルラップでDRSを使い、再び3位に上がると、ホームストレートでペレスがコントロールライン直前で並びかけるが、1000分の53秒差で表彰台を獲得した。

## 議論を呼んだレース
2006年ハンガリーGP
金曜日午後のフリー走行で道を譲らなかったレッドブルのサードドライバー、ロバート・ドーンボスに対してホームストレートで追い抜きをした直後ドーンボスに対して幅寄せとブレーキテストを行った。重大な危険行為として、予選各セッションでの最速タイムに2秒を加算するというペナルティを受けた。ウェットレースとなった決勝では予選15位からオーバーテイクするなど怒涛の追い上げを見せ、レース中盤にはトップに返り咲くも51周目にピットインでドライタイヤに交換直後右リアタイヤのホイールナットがきちんと装着されておらず、コース復帰直後にコースを外れてリタイアした。
2006年イタリアGP
予選でフェリペ・マッサのアタックラップを妨害したとして、5グリッド降格ペナルティを受けた。しかしこの裁定は疑問を呼んだ。アロンソはトラブルで予選終了間際までタイムを残せておらず、そのため問題の周回は、予選終了までに最後のタイムアタックができるか否かの瀬戸際のタイミングとなり、意図的にペースを落とせる程の余裕はなかった。この裁定が下された後にルノーによって開かれた会見で「私はこのスポーツのことを愛しているが、F1のことをスポーツだとはもはや思えない。」と涙ながらに語った。また、この年チャンピオン争いを繰り広げたミハエル・シューマッハでさえも、後に「アロンソの心情が理解できる。」と語っている。
2007年ハンガリーGP
予選Q3の終盤、最終アタックを前にピットインし、ピットアウトのタイミングを図るために20秒間停止。その間にピットインしたチームメイトのルイス・ハミルトンがアロンソの後で待機していたが、アロンソはチームから発進の指示が下った後も10秒間停止し続けた。ハミルトンは後ろで10秒間余分に待機されたことにより、わずかな差で最終アタックができなかった。この行為が「ハミルトンの最終アタックの機会を妨害した」と判定され、5グリッド降格のペナルティを受けた。また、チームに対しても「このような行為はスポーツに損害を与える、汚すもの」として、コンストラクターズポイントの獲得を本GPにおいて認めないことと、自チームドライバーが優勝してもコンストラクターズトロフィーは受け取ることができないというペナルティが課せられた。アロンソは「余分な10秒」について、「取り付けられたタイヤは正しいのかを聞いていた」と妨害が故意でないことを主張した。ロン・デニスは、Q3序盤にハミルトンがチームからの無線による指示を無視し、アロンソを先行させなかったことで、予選での戦略を妨害したことが発端と発言している。
2008年シンガポールGP
フリー走行でトップタイムを記録するも、予選はマシントラブルにより15位に終わる。決勝ではタイヤ交換を行った直後に同僚のネルソン・ピケJr.がクラッシュし、セーフティカーが導入。これに乗じてトップに浮上し、その後もセーフティカーが導入されトップチームに追い上げられるも巧みに押さえ込みルノー復帰後初勝利を果たした。2周目でドリンクボトルが故障したため、2時間近く水分補給が出来なくなるアクシデントを抱えていた。
翌2009年、この勝利に関して「クラッシュゲート」と呼ばれる不祥事が発覚。アロンソ自身も関わっていたのではないかとの嫌疑がかけられ、9月21日に行われたFIAによる世界モータースポーツ評議会の公聴会が開かれた。世界モータースポーツ評議会は「アロンソ氏はルノーF1のレギュレーション違反には一切関与していなかった」と断定した。その後、ネルシーニョの父ネルソン・ピケは「アロンソは知っていた」と主張したが、その証拠を示していない。。
2010年ドイツGP
チームメイトのフェリペ・マッサと首位争いをしていたが、チームからマッサへ「Fernando is faster than you. Can you confirm you understood that message?」（フェルナンドは君より速い。このメッセージの意味が理解できるか?）との無線が入り、その直後にマッサは露骨に減速して首位をアロンソに譲った。特に今回、フェラーリの指示がテレビ中継で放映されていたこと、明らかに間接的なチームオーダーだと分かるような表現を使っていたことにより、レース終了後に10万ドルの罰金が課せられた。9月8日、この件に関して世界モータースポーツ評議会による公聴会が開かれ、更なるペナルティが下る可能性もあったが、評議会の裁定は10万ドルの罰金というスチュワードの裁定を認めると共に、FIAが支払った費用の支払いを課すという内容にとどまった。

## 評価
好意的な意見の代表例
- フェラーリ時代の活躍[102]から最速ではないマシンでも勝利を狙うことができるドライバーとして「現役最強」という評価がある[103][104]。また、批判的なコメントをしたことがある人物でもアロンソのスキルについては評価する声も多く、運のなさから同情する声もある。
  - 評価する声について
    - ニキ・ラウダは自分やアラン・プロストのように「フェルナンドもまた、ほかの誰にもまねできないレースのビジョンを持っている」と述べている[105]。
    - 2010年に現役F1ドライバー24名へ匿名アンケートを行った結果、アロンソが現役最高のドライバーに選ばれた[106]。同年末にイギリスの『AUTOSPORT』誌が実施したF1チーム代表へのアンケートでは、チャンピオンのセバスチャン・ベッテルを上回って2010年のベストドライバーに選ばれた[107]。このようなアンケートについて、ジャッキー・スチュワートは「私はまったく迷わないね。アロンソがナンバーワンだ。（彼は）ほかとは異次元だよ」と述べている[105]。
    - レース漫画『capeta』の作者曽田正人は、2001年、一部関係者には高い評価を得ていたが、一般的にはポイントも獲得できず、1ルーキードライバーにすぎなかったアロンソについて、連載雑誌の巻末コメントで「将来、フェラーリにのる」と、その才能をすでに断言・絶賛していた。
    - F1を離れて移籍したTOYOTA GAZOO Racingでは評判が良く、チーム代表の村田久武はアロンソの速さはもちろん勝利に貪欲でチームワークも大切にする姿勢を高く評価している[108]。彼にシートを奪われる形になったアンソニー・デビッドソンも、「自分の意見はしっかり述べるが、それを無理に押し通したりせず人の話にも真剣に耳を傾ける」「他の選手をリスペクトし、自分が6人の中の一人だと完全に理解している、素晴らしいチームプレイヤーだ」と述べている[109]。

  - 評価とまではいかないが同情的なコメントについて
    - マーク・ウェバーは、アロンソが第2期マクラーレンにおいて厳しいチーム環境でありながら一定の結果を残していることを評価し、同情的なコメントをしている[110]。
    - エイドリアン・ニューウェイは、一緒に仕事をしてみたかったドライバーとしてミハエル・シューマッハとアロンソの名を挙げている[111]。アロンソはレッドブルと2008年[8]もしくは2010年から数シーズン契約する交渉をし、契約目前までいっていたことがあった。2025年3月、アストンマーティンF1にニューウェイが加入したため、ついにニューウェイとのコンビが実現した。
    - 同郷の後輩であるカルロス・サインツJr.は、「フェルナンドと一緒にインディへ行ってしまう人たちもいるであろうが、フェルナンドのおかげでスペインにものすごく大きなファン層が出来たと思う」と語っている[112]。

批判的な意見の代表例
- ドライバーとしての高い評価に反してタイトル獲得が2度に止まっている理由だが、フェラーリ時代はタイトル獲得のチャンスはあったのだが、レース中の戦略ミス（2010年）や他者が原因の接触事故によるリタイア（2012年）に泣かされ、土壇場でタイトルを逃した面もある。また、2008年以降はチームの戦闘力が下降線や低迷期に当たったことも少なくなく「レースキャリアの選択を誤った」という見方もある[113]。ただし、2007年の時のチームメイトのハミルトンとの無用な確執を筆頭に「チームワークを乱す」「性格が災いしている」という見方もある。
  - 「レースキャリアの選択を誤った」について
    - 「間違った選択をし、間違ったチームを選ぶのは不運ではない。自分の決断だ。勝てるクルマをうまく手に入れることも、トップドライバーになるための仕事のうちだ（他にも「世界最高のドライバーにはなれても、出来の悪いマシンでは勝てない」と付け加えている）[114]」（ニコ・ロズベルグ）
    - 「アロンソは2009年はブラウンGPで走るべきだった。そうしていれば、彼は今や4度のワールドチャンピオンだっただろう[115]」（ニック・フライ）
    - 「彼は間違いなく最高レベルのドライバーだが、彼は何度か間違った決断をしてきた。人生のほかのエリアにおいては、彼は偉大だと言えないのは確かだ[112]」（バーニー・エクレストン）
    - 「彼が今の位置にいるのは、マクラーレンで大金を稼ぎたいと思ったからだからね[116]」（ニキ・ラウダ）

  - 「チームワークを乱す」について
    - 「フェルナンド・アロンソには最大5回F1タイトルをとるチャンスがあった。しかし、現実は、彼がどこにいようともそこには常に混乱があるということだ[117]」（ネルソン・ピケ）
    - 「彼はどこへ行ったとしても、混乱を招く傾向がある。フェルナンドが加わることが、チームにとって健康的なモノになるとは思えない[118]」（クリスチャン・ホーナー）
    - 「彼の運転技量はピカイチで、いろいろな引き出しを持っていたし、タイヤのこともよく分かっていた。ただ、人柄の問題がちょっとある」「すぐにしびれを切らして自分でチームをぐちゃぐちゃにした後に、飛び出してしまう」[119]（浜島裕英）

  - 「性格が災いしている」について
    - 「私は人々が彼を過大評価していると思うね。彼の問題の1つは、チームや周囲の皆の和を乱すことだ。それではワールドチャンピオンシップには勝てないよ[120]」（ジョディ・シェクター）
    - 「彼は最高レベルのドライバーであるにもかかわらず、残念ながらその性格によってまったくチャンスが得られない状況に自分を追い込んでしまった[121]」（ヤルノ・トゥルーリ）

## 人物

### 交際
- 2006年11月にポップ・ロックグループ「エル・スエニョ・デ・モルフェオ」のリードシンガーであるラクエル・デル・ロサリオ (Raquel del Rosario) と結婚したが、5年後の2011年12月に離婚を発表した[122]。
- 2012年には新たなガールフレンドとしてロシア人モデルのダーシャ・カプスティナとの交際を公にしていた[123]。2018年現在のお相手はLinda Morselli[124]。

### 事業
- イタリアの老舗カートビルダー、トニー・カート (Tony Kart) と提携し、自身のイニシャルを冠した「FA Kart[125]」ブランドのカートシャシーをプロデュースしている。
- 2015年に故郷のオビエド近くに博物館・カートコース・ゴルフコースを含む複合スポーツ施設「Museo y Circuito Fernando Alonso (en) [126]」をオープン。博物館には少年時代のカートから歴代のF1マシン、インディカー、ヘルメット、トロフィーなど約300点を展示している。カートコースは国際カート委員会 (CIK-FIA) 公認の全長1,400 - 1,800mの本格的なトラックで、鈴鹿のS字やバレンシアの最終コーナーなどのレイアウトを取り入れ、若年層向けのカートスクールも開校している[127]。また、中国で40カ所のカートコースを建設する計画も立てている[128]。
- 2017年に友人らと共同でサーフ系カジュアルファッションブランド「kimoa（キモア）[129]」を立ち上げ、オンラインストアで150カ国以上で販売している[130]。2018年は所属するマクラーレンチームとオフィシャルパートナー契約を結び、帽子やヘルメット、レーシングスーツのほか、MCL33のリアウィング裏側にも”kimoa”のロゴが貼られた。2018年12月にネルソン・ピケJr.の加入を発表するなど、同ブランドはアロンソ/マクラーレン関連以外にも広がりを見せている[131]。

### 趣味
- ヘルメットの後ろにトランプのカラーリングを施すほどのカードゲーム好きである。2008年ドイツGPの開催期間には、フォースインディアのモーターホームでミハエル・シューマッハやバーニー・エクレストンといったメンバーとポーカーを遊んでいた。その後、参加費1000ドルのポーカー大会が行われ、参加メンバーはアロンソ自身のほかに、ルーベンス・バリチェロ、エイドリアン・スーティル、ニック・ハイドフェルド、ロバート・クビサ、ジャンカルロ・フィジケラ、ミハエル・シューマッハ、バーニー・エクレストン、フラビオ・ブリアトーレ、ビジェイ・マリヤなど、豪華な顔ぶれとなった[132]。
- カードを使った手品を得意とし、自分のメカニック達に披露するのが好きだという[133]。
- ゲーマーであり、レースゲームとウィニングイレブンを得意とする。特にレースゲームでは、ゲームの世界大会にも出るホセ・マリア・ロペスと互角以上の腕を持つ[108]。
- 自転車ロードレースのファンであり、2008年のツール・ド・フランスで総合優勝に輝いたカルロス・サストレとともに自転車トレーニングをしたことがある[134]。2013年にバスク地方のチーム、エウスカルテル・エウスカディの解散が決定した際、アロンソが新オーナーとなりチームを救済するのではという噂が立ち、実際交渉の段階まで至ったのだが、何らかの理由でこの話はご破算となった。なお、アロンソはアルベルト・コンタドールらとも親交があったり、中東で行われた自転車レースの視察に行ったりと、2014年現在も何らかの形で自転車ロードレースのチーム運営に関わりたいと考えている模様。2010年に訪日の際には自転車パーツ販売がメインのコアな自転車店、ワイズロード上野アサゾー店に来店しており機材としての自転車にも興味があることが窺える。
- 2012年にレアル・マドリードの名誉会員（ソシオ）となった[135]。
- 郷土愛が強く、マクラーレン時代(2007年)を除き、ヘルメットのカラーリングにアストゥリアス州のライトブルーを入れている。2011年にはF1ドライバーのタックス・ヘイヴンとして知られるスイスから地元オビエドに転居した。この際5,000万ポンド（約65億8,300万円）を納税したといわれるが、アロンソ本人は「地元に戻るのは素晴らしいね。喜んでお金を払うよ」と語っている[136]。
- 2012年から首と背中に日本の武士のタトゥーを入れている[137]。『葉隠』の影響を受けたとコメントしている。
- RPG『テイルズ オブ グレイセス』の主人公「アスベル・ラント」のミニフィギュアにトミタ (Tomita) という名をつけ、携帯している[138]。このフィギュアは8年ほど前に日本で見つけたもので（註：2012年のコメント）、トミタとは初めて知り合った日本人の名前とのこと[139]。自身のTwitterやFacebookに頻繁にトミタの画像を投稿している。2012年日本GPでは「テイルズ オブ シリーズ」の馬場英雄プロデューサーをチームゲストとして招待した[140]。
- 日本GPで来日中、自身のツイッターやインスタグラムを頻繁にアップしており、秋葉原で買い物をしている写真や日本の町中の風景、日本食を食べている写真等がアップされる。中でも有名なのは、東京都内で地下鉄に乗っている写真[141]である。理由は、アロンソクラスの有名人が一般人と同じように普通に電車に乗っていたり、居酒屋で他の日本人と一緒に写っている写真は外国では考えられない事で、大きな話題になった。

### 人間関係
- 憧れのドライバーはアイルトン・セナ。「子供の頃は、スペインではF1の人気はあまりなかったが、多くは実際にセナが何者なのかを知らない人でさえセナが好きだと言っていた。」と語っており、自身もその一人だった。幼い頃に遊んでいたミニカーは、全てセナのものか、もしくはセナと同じカーナンバーのものだった。2006年当時低迷気味だったマクラーレンにあえて移籍した理由は、セナへの憧れがあったからだという[142]。
- マクラーレン時代に激しいチーム内争いを繰り広げたルイス・ハミルトンとは事あるごとに確執と因縁が語られるが、アロンソはハミルトンを「現役最速」「ベッテルより上」等とコメントするなど非常に高く評価している[143][144]。またハミルトンもアロンソのことを「永遠のライバル」[145]と評しており、良きライバルとして互いに認め合っている。
- 2007年「今年のマクラーレンは、僕のおかげでコンマ5秒か6秒くらいは速くなっているはずだ。」と語り[146]、ロン・デニスに「誰がどれだけ貢献したのかという判断を下すのは難しい。」と返され[147]、ハミルトンには「大勢のスタッフがいるチームでやっていることなんだ。誰か一人がタイムを縮めているんじゃない。」と反論された[148]。
- 2007年シーズンオフには、当時所属していたマクラーレンからの待遇に不満を抱いたファン13万人以上が署名活動を行い、FIAに異議を申し立てた[149]。
- マクラーレンとの契約を破棄する際の合意条項には、その後のアロンソのマクラーレンに関する発言に、何らかの制約が設けられていることが、ロン・デニスにより語られている[150]。また、このような形でケンカ別れしたことに関してマーティン・ウィットマーシュは後に、「フェルナンドのようなスターを失ったことは非常に大きな後悔となっている。」と語っている[151]。
- F1ドライバーの中でもロバート・クビサと特に親しく、世界の様々なメディアでも二人の仲を「親友」と取り上げている。クビサはF1デビュー戦の2006年ハンガリーグランプリで8位入賞を果たしたもののマシンの重量規定違反で失格となった。クビサは落胆したが、その走りを見たアロンソは「クビサはチャンピオンになれる素質のドライバーだ。」と評価し、これを機に交友を深めていった。その後、前述の1000ドルポーカーにも参加するなどアロンソと共にポーカーや、上海のレーシングカート場でまるで子供の様に2人でカート遊びをするなど彼らのプライベートの仲の良さには様々な逸話が存在する[152]。また、プライベート以外でも2009年までクビサが所属していたBMWザウバーチームが撤退した為にシート喪失の危機に陥ると、アロンソは「僕の後任として迎えられるならば彼を推挙したい」と在籍していたルノーF1に向けてメッセージを送り、実際にクビサがルノーF1への移籍に対して強力な後押しをした人物こそアロンソ本人であると言われている[153]。2011年2月にクビサがラリー事故により重傷を負った時、他のドライバーやF1関係者が見舞いの電報をクビサに送る中、ドライバーの中で病院に駆けつけたのはアロンソだけであった[154]。その後、ヘレスで行われた合同テストでアロンソのヘルメットにクビサのヘルメットのイラストをプリントしたものを使用している[155]。
- カルロス・サインツJr.には少年時代から憧れられており、15歳の頃だった彼にアドバイスを教えてきた[156]。走り方やコース上の直接バトルを教授しているという[157][158]。2016年のスペインGPにて、アロンソに出会ったサインツJr.はとても興奮したが、逆にアロンソもサインツJr.の父親のカルロス・サインツに会って緊張したという[159]。

### その他
- ルノー時代には優勝後にカンガルーや鳥の形態模写をする動物パフォーマンスをみせていた。
- 2015年ブラジルGPで予選中にPUトラブルでマシンを止めると、コースサイドにあったマーシャル用のデッキチェアに腰掛け、仰向けになって目を閉じた。SNS上では#PlacesAlonsoWouldRatherBe（アロンソが想い描く居場所）というハッシュタグを付けた様々なコラージュ画像が投稿された[160]。1年後の2016年ブラジルGPでもPUトラブルでストップし、今度はテレビ中継のカメラを借りてマシンを撮影した[161]。2017年ハンガリーGPのレース後には、「すてきな夏休みを!」と書かれたメッセージボードを持ちながらデッキチェアに座った[162]。
- 2011年の東日本大震災について、フェラーリの日本語公式サイト内で「日本が見舞われた悲劇を目の当たりにすると、F1のことや、タイヤやウイング、エンジンといった問題の優先度なんて低くなる。今はまず、被害にあった方や、その家族のことが心配だ」との思いを語った[163]。
- 2019年デトロイトモーターショーで行われた、トヨタ・GRスープラの発表会にサプライズ登場した[164]。またGRスープラ、GRヤリスのプロモーション映像にも登場している。
- 大クラッシュによりフロントガラスを外して走行せざるを得なくなった2020年ダカールで、豊田章男から「トヨタではフロントガラスのある車に乗ってくれていましたが、それ以前の彼はフロントガラス無しのクルマに乗るのが得意だったと聞いています。もしかしたら、ガラスが無しの方が速く走れるからと、フロントガラスを外したんじゃないかと、そこからの追い上げを期待して見ておりました。」[165]と茶目っ気あるコメントを貰っている。
- ロードレース世界選手権や世界ラリー選手権ではスター選手が輩出していたスペインだが、F1においてはアロンソがほぼ初めてのスター選手となった。スペインにおけるアロンソの人気は高く、スペイングランプリで出身地であるオビエドの旗がスタンドに数多くひるがえる。マスコミもアロンソを執拗に追い回しプライベートを取り上げようと躍起になっている。妻や家族にまで取材の手が及び、アロンソ自身もスペインに帰国することすらままならなくなっている[166]。
- 2007年5月21日、スペイン南西部のセビリアにおいて開催されたルノー主催のイベントには、28万人以上のファンが押し寄せた[167]。
- 経済誌『フォーブス』が発表する2012年度のスポーツ選手長者番付では推定3,200万ドル（約25億3,000万円）で総合19位にランクされた（現役F1ドライバー中では最高額）[168]。別報道では年俸3,800万ユーロ（約30億円）と見積もられたが、フェラーリ側はこれを否定している[168]。
- 2023年現在、2014年に導入されたパワーユニット（PU)を供給しているメルセデス、フェラーリ、ルノー、ホンダの全4メーカーのPUを搭載したマシンで決勝に出走したことがある唯一のドライバーである[169]。

## レース戦績

### 略歴
| 年      | シリーズ                         | チーム                                                               | レース             | 勝利               | PP                 | FL                 | 表彰台             | ポイント           | 順位               |
| ------- | -------------------------------- | -------------------------------------------------------------------- | ------------------ | ------------------ | ------------------ | ------------------ | ------------------ | ------------------ | ------------------ |
| 1999    | ユーロ・オープン・バイ・ニッサン | カンポス・モータースポーツ（英語版）                                 | 15                 | 6                  | 6                  | 5                  | 8                  | 164                | 1位                |
| 2000    | 国際フォーミュラ3000             | チーム・アストロメガ（英語版）                                       | 9                  | 1                  | 1                  | 2                  | 2                  | 17                 | 4位                |
| 2000    | フォーミュラ1                    | ヨーロピアン・ミナルディF1                                           | リザーブドライバー | リザーブドライバー | リザーブドライバー | リザーブドライバー | リザーブドライバー | リザーブドライバー | リザーブドライバー |
| 2001    | フォーミュラ1                    | ヨーロピアン・ミナルディF1                                           | 17                 | 0                  | 0                  | 0                  | 0                  | 0                  | 23位               |
| 2002    | フォーミュラ1                    | マイルドセブン・ルノーF1チーム                                       | テストドライバー   | テストドライバー   | テストドライバー   | テストドライバー   | テストドライバー   | テストドライバー   | テストドライバー   |
| 2003    | フォーミュラ1                    | マイルドセブン・ルノーF1チーム                                       | 16                 | 1                  | 2                  | 1                  | 4                  | 55                 | 6位                |
| 2004    | フォーミュラ1                    | マイルドセブン・ルノーF1チーム                                       | 18                 | 0                  | 1                  | 0                  | 4                  | 59                 | 4位                |
| 2005    | フォーミュラ1                    | マイルドセブン・ルノーF1チーム                                       | 19                 | 7                  | 6                  | 2                  | 15                 | 133                | 1位                |
| 2006    | フォーミュラ1                    | マイルドセブン・ルノーF1チーム                                       | 18                 | 7                  | 6                  | 5                  | 14                 | 134                | 1位                |
| 2007    | フォーミュラ1                    | ボーダフォン・マクラーレン・メルセデス                               | 17                 | 4                  | 2                  | 3                  | 12                 | 109                | 3位                |
| 2008    | フォーミュラ1                    | ING・ルノーF1チーム                                                  | 18                 | 2                  | 0                  | 0                  | 3                  | 61                 | 5位                |
| 2009    | フォーミュラ1                    | ING・ルノーF1チーム                                                  | 17                 | 0                  | 1                  | 2                  | 1                  | 26                 | 9位                |
| 2010    | フォーミュラ1                    | スクーデリア・フェラーリ・マールボロ                                 | 19                 | 5                  | 2                  | 5                  | 10                 | 252                | 2位                |
| 2011    | フォーミュラ1                    | スクーデリア・フェラーリ                                             | 19                 | 1                  | 0                  | 1                  | 10                 | 257                | 4位                |
| 2012    | フォーミュラ1                    | スクーデリア・フェラーリ                                             | 19                 | 3                  | 2                  | 0                  | 13                 | 278                | 2位                |
| 2013    | フォーミュラ1                    | スクーデリア・フェラーリ                                             | 19                 | 2                  | 0                  | 2                  | 9                  | 242                | 2位                |
| 2014    | フォーミュラ1                    | スクーデリア・フェラーリ                                             | 19                 | 0                  | 0                  | 0                  | 2                  | 161                | 6位                |
| 2015    | フォーミュラ1                    | マクラーレン・ホンダ                                                 | 18                 | 0                  | 0                  | 0                  | 0                  | 11                 | 17位               |
| 2016    | フォーミュラ1                    | マクラーレン・ホンダ・フォーミュラ1・チーム                          | 20                 | 0                  | 0                  | 1                  | 0                  | 54                 | 10位               |
| 2017    | フォーミュラ1                    | マクラーレン・ホンダ・フォーミュラ1・チーム                          | 19                 | 0                  | 0                  | 1                  | 0                  | 17                 | 15位               |
| 2017    | インディカー・シリーズ           | マクラーレン・ホンダ・アンドレッティ                                 | 1                  | 0                  | 0                  | 0                  | 0                  | 47                 | 29位               |
| 2018    | フォーミュラ1                    | マクラーレンF1チーム                                                 | 21                 | 0                  | 0                  | 0                  | 0                  | 50                 | 11位               |
| 2018    | ル・マン24時間レース             | トヨタ・ガズー・レーシング                                           | 1                  | 1                  | 1                  | 0                  | 1                  | N/A                | 1位                |
| 2018    | IMSA・スポーツカー選手権         | ユナイテッド・オートスポーツ                                         | 1                  | 0                  | 0                  | 0                  | 0                  | 18                 | 58位               |
| 2018-19 | FIA 世界耐久選手権               | トヨタ・ガズー・レーシング                                           | 8                  | 5                  | 4                  | 0                  | 7                  | 198                | 1位                |
| 2019    | IMSA・スポーツカー選手権         | コニカミノルタ・キャデラック                                         | 1                  | 1                  | 0                  | 0                  | 1                  | 35                 | 27位               |
| 2019    | ル・マン24時間レース             | トヨタ・ガズー・レーシング                                           | 1                  | 1                  | 0                  | 0                  | 0                  | N/A                | 1位                |
| 2019    | インディーカー・シリーズ         | マクラーレン・レーシング                                             | 0                  | 0                  | 0                  | 0                  | 0                  | 0                  | NC                 |
| 2019    | フォーミュラ1                    | マクラーレンF1チーム                                                 | テストドライバー   | テストドライバー   | テストドライバー   | テストドライバー   | テストドライバー   | テストドライバー   | テストドライバー   |
| 2020    | ダカール・ラリー                 | トヨタ・ガズー・レーシング                                           | 1                  | 0                  | N/A                | N/A                | 0                  | N/A                | 13位               |
| 2020    | インディーカー・シリーズ         | アロー・マクラーレンSP                                               | 1                  | 0                  | 0                  | 0                  | 0                  | 18                 | 31位               |
| 2020    | フォーミュラ1                    | ルノーF1チーム                                                       | テストドライバー   | テストドライバー   | テストドライバー   | テストドライバー   | テストドライバー   | テストドライバー   | テストドライバー   |
| 2021    | フォーミュラ1                    | アルピーヌF1チーム                                                   | 22                 | 0                  | 0                  | 0                  | 1                  | 81                 | 10位               |
| 2022    | フォーミュラ1                    | BWT・アルピーヌF1チーム                                              | 22                 | 0                  | 0                  | 0                  | 0                  | 81                 | 9位                |
| 2023    | フォーミュラ1                    | アストンマーティン・アラムコ・コグニザント・フォーミュラワン・チーム | 22                 | 0                  | 0                  | 1                  | 8                  | 206                | 4位                |
| 2024    | フォーミュラ1                    | アストンマーティン・アラムコ・フォーミュラワン・チーム               | 24                 | 0                  | 0                  | 2                  | 0                  | 70                 | 9位                |
| 2025    | フォーミュラ1                    | アストンマーティン・アラムコ・フォーミュラワン・チーム               | 14                 | 0                  | 0                  | 0                  | 0                  | 26*                | 11位*              |

- * : 現状の今シーズン順位。

### ユーロ・オープン・バイ・ニッサン
| 年                | エントラント                          | 1         | 2       | 3         | 4         | 5         | 6       | 7         | 8         | 9       | 10        | 11    | 12      | 13      | 14      | 15      | 16      | DC  | ポイント |
| ----------------- | ------------------------------------- | --------- | ------- | --------- | --------- | --------- | ------- | --------- | --------- | ------- | --------- | ----- | ------- | ------- | ------- | ------- | ------- | --- | -------- |
| 1999年 （英語版） | カンポス・モータースポーツ （英語版） | ALB 1 Ret | ALB 2 1 | JER 1 Ret | JER 2 DNS | JAR 1 Ret | JAR 2 1 | MNZ 1 Ret | MNZ 2 Ret | JAR 1 2 | JAR 2 Ret | DON 1 | DON 2 1 | BAR 1 7 | BAR 2 1 | VAL 1 2 | VAL 2 1 | 1位 | 164      |

- 太字はポールポジション、斜字はファステストラップ。(key)

### 国際フォーミュラ3000
| 年     | エントラント                    | 1     | 2      | 3      | 4       | 5     | 6       | 7     | 8       | 9     | 10    | DC  | ポイント |
| ------ | ------------------------------- | ----- | ------ | ------ | ------- | ----- | ------- | ----- | ------- | ----- | ----- | --- | -------- |
| 2000年 | チーム・アストロメガ （英語版） | IMO 9 | SIL EX | CAT 15 | NÜR Ret | MON 8 | MAG Ret | A1R 6 | HOC Ret | HUN 2 | SPA 1 | 4位 | 17       |

- 太字はポールポジション、斜字はファステストラップ。(key)

### フォーミュラ1での記録

#### 現在保持する記録
- 通算獲得ポイント

2013年第15戦日本GPにてミハエル・シューマッハが保持していた1566ポイントを32歳76日で更新。
- 連続表彰台記録

15回(歴代3位)
- 最年長連続入賞記録

2022年 - 2022年スペイングランプリから2022年オランダグランプリまで10回入賞。
- 最初と最後の表彰台までの最長ギャップ記録

2003年マレーシアグランプリから2023年サンパウログランプリまでの20年7カ月と13日。
- 決勝レース最多出走

401レース（2024年アブダビグランプリ終了現在、継続中）

#### 更新された最年少記録
- 最年少ダブルチャンピオン

2006年第18戦ブラジルGPにて25歳86日で樹立。2011年第15戦日本GPでセバスチャン・ベッテル（24歳99日）が更新。
- 最年少チャンピオン

2005年第17戦ブラジルGPにて24歳58日で樹立。2008年第18戦ブラジルGPでルイス・ハミルトン（23歳300日）が更新。
- 最年少優勝

2003年第13戦ハンガリーGPにて22歳25日で樹立。2008年第14戦イタリアGPでセバスチャン・ベッテル（21歳73日）が更新。
- 最年少ポールポジション

2003年第2戦マレーシアGPにて21歳236日で樹立。2008年第14戦イタリアGPでセバスチャン・ベッテル（21歳72日）が更新。
- 最年少ファステストラップ

2003年第8戦カナダGPにて21歳321日で樹立。2006年開幕戦バーレーンGPでニコ・ロズベルグ（20歳258日）が更新。
- 最年少表彰台

2003年第2戦マレーシアGPにて21歳237日で樹立。2008年第14戦イタリアGPでセバスチャン・ベッテル（21歳73日）が更新。
- 最年少ラップリーダー

2003年第2戦マレーシアGPにて21歳237日で樹立。2007年第15戦日本GPでセバスチャン・ベッテル（20歳89日）が更新。
- 最年少完走

2001年第1戦オーストラリアGPにて19歳217日で樹立。2009年第10戦ハンガリーGPでハイメ・アルグエルスアリ（19歳126日）が更新。

#### 年度別成績
| 年     | エントラント       | シャシー   | エンジン                                      | 1       | 2         | 3       | 4        | 5       | 6         | 7       | 8       | 9       | 10      | 11        | 12       | 13       | 14      | 15      | 16      | 17      | 18        | 19       | 20      | 21       | 22      | 23      | 24    | WDC   | ポイント |
| ------ | ------------------ | ---------- | --------------------------------------------- | ------- | --------- | ------- | -------- | ------- | --------- | ------- | ------- | ------- | ------- | --------- | -------- | -------- | ------- | ------- | ------- | ------- | --------- | -------- | ------- | -------- | ------- | ------- | ----- | ----- | -------- |
| 2001年 | ミナルディ         | PS01       | ヨーロピアン（英語版） （コスワース） 3.0 V10 | AUS 12  | MAL 13    | BRA Ret | SMR Ret  | ESP 13  | AUT Ret   | MON Ret | CAN Ret | EUR 14  | FRA 17† | GBR 16    | GER 10   | HUN Ret  |         |         |         |         |           |          |         |          |         |         |       | 23位  | 0        |
| 2001年 | ミナルディ         | PS01B      | ヨーロピアン（英語版） （コスワース） 3.0 V10 |         |           |         |          |         |           |         |         |         |         |           |          |          | BEL DNS | ITA 13  | USA Ret | JPN 11  |           |          |         |          |         |         |       | 23位  | 0        |
| 2003年 | ルノー             | R23        | ルノー RS23 3.0 V10                           | AUS 7   | MAL 3     | BRA 3   | SMR 6    | ESP 2   | AUT Ret   | MON 5   | CAN 4   | EUR 4   | FRA Ret |           |          |          |         |         |         |         |           |          |         |          |         |         |       | 6位   | 55       |
| 2003年 | ルノー             | R23B       | ルノー RS23 3.0 V10                           |         |           |         |          |         |           |         |         |         |         | GBR Ret   | GER 4    | HUN 1    | ITA 8   | USA Ret | JPN Ret |         |           |          |         |          |         |         |       | 6位   | 55       |
| 2004年 | ルノー             | R24        | ルノー RS24 3.0 V10                           | AUS 3   | MAL 7     | BHR 6   | SMR 4    | ESP 4   | MON Ret   | EUR 5   | CAN Ret | USA Ret | FRA 2   | GBR 10    | GER 3    | HUN 3    | BEL Ret | ITA Ret | CHN 4   | JPN 5   | BRA 4     |          |         |          |         |         |       | 4位   | 59       |
| 2005年 | ルノー             | R25        | ルノー RS25 3.0 V10                           | AUS 3   | MAL 1     | BHR 1   | SMR 1    | ESP 2   | MON 4     | EUR 1   | CAN Ret | USA DNS | FRA 1   | GBR 2     | GER 1    | HUN 11   | TUR 2   | ITA 2   | BEL 2   | BRA 3   | JPN 3     | CHN 1    |         |          |         |         |       | 1位   | 133      |
| 2006年 | ルノー             | R26        | ルノー RS26 2.4 V8                            | BHR 1   | MAL 2     | AUS 1   | SMR 2    | EUR 2   | ESP 1     | MON 1   | GBR 1   | CAN 1   | USA 5   | FRA 2     | GER 5    | HUN Ret  | TUR 2   | ITA Ret | CHN 2   | JPN 1   | BRA 2     |          |         |          |         |         |       | 1位   | 134      |
| 2007年 | マクラーレン       | MP4-22     | メルセデス FO 108T 2.4 V8                     | AUS 2   | MAL 1     | BHR 5   | ESP 3    | MON 1   | CAN 7     | USA 2   | FRA 7   | GBR 2   | EUR 1   | HUN 4     | TUR 3    | ITA 1    | BEL 3   | JPN Ret | CHN 2   | BRA 3   |           |          |         |          |         |         |       | 3位   | 109      |
| 2008年 | ルノー             | R28        | ルノー RS27 2.4 V8                            | AUS 4   | MAL 8     | BHR 10  | ESP Ret  | TUR 6   | MON 10    | CAN Ret | FRA 8   | GBR 6   | GER 11  | HUN 4     | EUR Ret  | BEL 4    | ITA 4   | SIN 1   | JPN 1   | CHN 4   | BRA 2     |          |         |          |         |         |       | 5位   | 61       |
| 2009年 | ルノー             | R29        | ルノー RS27 2.4 V8                            | AUS 5   | MAL 11    | CHN 9   | BHR 8    | ESP 5   | MON 7     | TUR 10  | GBR 14  | GER 7   | HUN Ret | EUR 6     | BEL Ret  | ITA 5    | SIN 3   | JPN 10  | BRA Ret | ABU 14  |           |          |         |          |         |         |       | 9位   | 26       |
| 2010年 | フェラーリ         | F10        | フェラーリ 056 2.4 V8                         | BHR 1   | AUS 4     | MAL 13† | CHN 4    | ESP 2   | MON 6     | TUR 8   | CAN 3   | EUR 8   | GBR 14  | GER 1     | HUN 2    | BEL Ret  | ITA 1   | SIN 1   | JPN 3   | KOR 1   | BRA 3     | ABU 7    |         |          |         |         |       | 2位   | 252      |
| 2011年 | フェラーリ         | 150°Italia | フェラーリ 056 2.4 V8                         | AUS 4   | MAL 6     | CHN 7   | TUR 3    | ESP 5   | MON 2     | CAN Ret | EUR 2   | GBR 1   | GER 2   | HUN 3     | BEL 4    | ITA 3    | SIN 4   | JPN 2   | KOR 5   | IND 3   | ABU 2     | BRA 4    |         |          |         |         |       | 4位   | 257      |
| 2012年 | フェラーリ         | F2012      | フェラーリ 056 2.4 V8                         | AUS 5   | MAL 1     | CHN 9   | BHR 7    | ESP 2   | MON 3     | CAN 5   | EUR 1   | GBR 2   | GER 1   | HUN 5     | BEL Ret  | ITA 3    | SIN 3   | JPN Ret | KOR 3   | IND 2   | ABU 2     | USA 3    | BRA 2   |          |         |         |       | 2位   | 278      |
| 2013年 | フェラーリ         | F138       | フェラーリ 056 2.4 V8                         | AUS 2   | MAL Ret   | CHN 1   | BHR 8    | ESP 1   | MON 7     | CAN 2   | GBR 3   | GER 4   | HUN 5   | BEL 2     | ITA 2    | SIN 2    | KOR 6   | JPN 4   | IND 11  | ABU 5   | USA 5     | BRA 3    |         |          |         |         |       | 2位   | 242      |
| 2014年 | フェラーリ         | F14 T      | フェラーリ 059/3 1.6 V6 t                     | AUS 4   | MAL 4     | BHR 9   | CHN 3    | ESP 6   | MON 4     | CAN 6   | AUT 5   | GBR 6   | GER 5   | HUN 2     | BEL 7    | ITA Ret  | SIN 4   | JPN Ret | RUS 6   | USA 6   | BRA 6     | ABU 9    |         |          |         |         |       | 6位   | 161      |
| 2015年 | マクラーレン       | MP4-30     | ホンダ RA615H 1.6 V6 t                        | AUS     | MAL Ret   | CHN 12  | BHR 11   | ESP Ret | MON Ret   | CAN Ret | AUT Ret | GBR 10  | HUN 5   | BEL 13    | ITA 18†  | SIN Ret  | JPN 11  | RUS 11  | USA 11  | MEX Ret | BRA 15    | ABU 17   |         |          |         |         |       | 17位  | 11       |
| 2016年 | マクラーレン       | MP4-31     | ホンダ RA616H 1.6 V6 t                        | AUS Ret | BHR       | CHN 12  | RUS 6    | ESP Ret | MON 5     | CAN 11  | EUR Ret | AUT 18† | GBR 13  | HUN 7     | GER 12   | BEL 7    | ITA 14  | SIN 7   | MAL 7   | JPN 16  | USA 5     | MEX 13   | BRA 10  | ABU 10   |         |         |       | 10位  | 54       |
| 2017年 | マクラーレン       | MCL32      | ホンダ RA617H 1.6 V6 t                        | AUS Ret | CHN Ret   | BHR 14† | RUS DNS  | ESP 12  | MON       | CAN 16† | AZE 9   | AUT Ret | GBR Ret | HUN 6     | BEL Ret  | ITA 17†  | SIN Ret | MAL 11  | JPN 11  | USA Ret | MEX 10    | BRA 8    | ABU 9   |          |         |         |       | 15位  | 17       |
| 2018年 | マクラーレン       | MCL33      | ルノー R.E.18 1.6 V6 t                        | AUS 5   | BHR 7     | CHN 7   | AZE 7    | ESP 8   | MON Ret   | CAN Ret | FRA 16† | AUT 8   | GBR 8   | GER 16†   | HUN 8    | BEL Ret  | ITA Ret | SIN 7   | RUS 14  | JPN 14  | USA Ret   | MEX Ret  | BRA 17  | ABU 11   |         |         |       | 11位  | 50       |
| 2021年 | アルピーヌ         | A521       | ルノー E-Tech 20B 1.6 V6 t                    | BHR Ret | EMI 10    | POR 8   | ESP 17   | MON 13  | AZE 6     | FRA 8   | STY 9   | AUT 10  | GBR 7   | HUN 4     | BEL 11   | NED 6    | ITA 811 | RUS 6   | TUR 16  | USA Ret | MXC 9     | SÃO 912  | QAT 3   | SAU 13   | ABU 8   |         |       | 10位  | 81       |
| 2022年 | アルピーヌ         | A522       | ルノー E-Tech RE22 1.6 V6 t                   | BHR 9   | SAU Ret   | AUS 17  | EMI Ret9 | MIA 11  | ESP 9     | MON 7   | AZE 7   | CAN 9   | GBR 5   | AUT 10DNS | FRA 6    | HUN 8    | BEL 5   | NED 6   | ITA Ret | SIN Ret | JPN 7     | USA 7    | MXC 19† | SÃO 518  | ABU Ret |         |       | 9位   | 81       |
| 2023年 | アストンマーティン | AMR23      | メルセデス M14 E Performance 1.6 V6 t         | BHR 3   | SAU 3     | AUS 3   | AZE 46   | MIA 3   | MON 2     | ESP 7   | CAN 2   | AUT 5   | GBR 7   | HUN 9     | BEL 5Ret | NED 2    | ITA 9   | SIN 15  | JPN 8   | QAT 68  | USA Ret13 | MXC Ret  | SÃO 311 | LVG 9    | ABU 7   |         |       | 4位   | 206      |
| 2024年 | アストンマーティン | AMR24      | メルセデス M15 E Performance 1.6 V6 t         | BHR 9   | SAU 5     | AUS 8   | JPN 6    | CHN 720 | MIA 917   | EMI 19  | MON 11  | CAN 6   | ESP 12  | AUT 18    | GBR 8    | HUN 11   | BEL 8   | NED 10  | ITA 11  | AZE 6   | SIN 8     | USA 1318 | MXC Ret | SÃO 1418 | LVG 11  | QAT 711 | ABU 9 | 9位   | 70       |
| 2025年 | アストンマーティン | AMR25      | メルセデス M16 E Performance 1.6 V6 t         | AUS Ret | CHN Ret10 | JPN 11  | BHR 15   | SAU 11  | MIA 15Ret | EMI 11  | MON Ret | ESP 9   | CAN 7   | AUT 7     | GBR 9    | BEL 1714 | HUN 5   | NED     | ITA     | AZE     | SIN       | USA      | MXC     | SÃO      | LVG     | QAT     | ABU   | 11位* | 26*      |

- 太字はポールポジション、斜字はファステストラップ。(key)
- † : リタイアだが、90%以上の距離を走行したため規定により完走扱い。
- 決勝順位右上の小数字はスプリント予選・スプリントレースでの順位。
- * : 現状の今シーズン順位。

### アメリカン・オープンホイール・レーシング

#### インディカー・シリーズ
| 年     | チーム                               | シャシー       | No. | エンジン | 1   | 2   | 3   | 4   | 5   | 6        | 7       | 8   | 9   | 10  | 11  | 12  | 13  | 14  | 15  | 16  | 17  | ランク | ポイント |
| ------ | ------------------------------------ | -------------- | --- | -------- | --- | --- | --- | --- | --- | -------- | ------- | --- | --- | --- | --- | --- | --- | --- | --- | --- | --- | ------ | -------- |
| 2017年 | マクラーレン・ホンダ・アンドレッティ | ダラーラ・DW12 | 29  | ホンダ   | STP | LBH | ALA | PHX | IMS | INDY 24  | DET     | DET | TEX | ROA | IOW | TOR | MDO | POC | GMP | WGL | SNM | 29位   | 47       |
| 2019年 | マクラーレン・レーシング             | ダラーラ・DW12 | 66  | シボレー | STP | COA | ALA | LBH | IMS | INDY DNQ | DET     | DET | TXS | ROA | TOR | IOW | MDO | POC | GTW | POR | LAG | -      | 0        |
| 2020年 | アロー・マクラーレンSP               | ダラーラ・DW12 | 66  | シボレー | TXS | IMS | ROA | ROA | IOW | IOW      | INDY 21 | GTW | GTW | MDO | MDO | IMS | IMS | STP |     |     |     | 31位   | 18       |

- 太字はポールポジション、斜字はファステストラップ。(key)

#### インディアナポリス・500
| 年     | シャシー | エンジン | スタート | フィニッシュ | チーム                               |
| ------ | -------- | -------- | -------- | ------------ | ------------------------------------ |
| 2017年 | ダラーラ | ホンダ   | 5        | 24           | マクラーレン・ホンダ・アンドレッティ |
| 2019年 | ダラーラ | シボレー | DNQ      | DNQ          | マクラーレン・レーシング             |
| 2020年 | ダラーラ | シボレー | 26       | 21           | アロー・マクラーレンSP               |

### IMSA・スポーツカー選手権
| 年     | チーム                       | クラス | 車両                  | エンジン                | 1      | 2   | 3   | 4   | 5   | 6   | 7   | 8   | 9   | 10  | ランク | ポイント |
| ------ | ---------------------------- | ------ | --------------------- | ----------------------- | ------ | --- | --- | --- | --- | --- | --- | --- | --- | --- | ------ | -------- |
| 2018年 | ユナイテッド・オートスポーツ | P      | リジェ・JS P217       | ギブソン GK428 4.2 L V8 | DAY 13 | SEB | LBH | MDO | DET | WGL | MOS | ELK | LGA | PET | 58位   | 18       |
| 2019年 | コニカミノルタ・キャデラック | DPi    | キャデラック・DPi-V.R | キャデラック 5.5 L V8   | DAY 1  | SEB | LBH | MDO | DET | WGL | MOS | ELK | LGA | PET | 27位   | 35       |

- 太字はポールポジション、斜字はファステストラップ。(key)

#### デイトナ24時間レース
| 年                | チーム                       | コ・ドライバー                                                 | 車両                     | クラス | ラップ | 順位 | クラス 順位 |
| ----------------- | ---------------------------- | -------------------------------------------------------------- | ------------------------ | ------ | ------ | ---- | ----------- |
| 2018年 （英語版） | ユナイテッド・オートスポーツ | フィリップ・ハンソン ランド・ノリス                            | リジェ・JS P217-ギブソン | P      | 718    | 38位 | 13位        |
| 2019年 （英語版） | コニカミノルタ・キャデラック | 小林可夢偉 ジョーダン・テイラー レンガー・ヴァン・デル・ザンデ | キャデラック・DPi-V.R    | DPi    | 593    | 1位  | 1位         |

### FIA 世界耐久選手権
| 年        | チーム                     | クラス | シャシー             | エンジン                       | 1     | 2     | 3       | 4     | 5     | 6     | 7     | 8     | ランク | ポイント |
| --------- | -------------------------- | ------ | -------------------- | ------------------------------ | ----- | ----- | ------- | ----- | ----- | ----- | ----- | ----- | ------ | -------- |
| 2018-19年 | トヨタ・ガズー・レーシング | LMP1   | トヨタ・TS050 HYBRID | トヨタ 2.4 L Turbo V6 (Hybrid) | SPA 1 | LMS 1 | SIL DSQ | FUJ 2 | SHA 2 | SEB 1 | SPA 1 | LMS 1 | 1位    | 198      |

- 太字はポールポジション、斜字はファステストラップ。(key)

### ル・マン24時間レース
| 年                | チーム                     | コ・ドライバー                | 車両                 | クラス | 周回数 | 順位 | クラス 順位 |
| ----------------- | -------------------------- | ----------------------------- | -------------------- | ------ | ------ | ---- | ----------- |
| 2018年 （英語版） | トヨタ・ガズー・レーシング | セバスチャン・ブエミ 中嶋一貴 | トヨタ・TS050 HYBRID | LMP1   | 388    | 1位  | 1位         |
| 2019年 （英語版） | トヨタ・ガズー・レーシング | セバスチャン・ブエミ 中嶋一貴 | トヨタ・TS050 HYBRID | LMP1   | 385    | 1位  | 1位         |

### ダカール・ラリー
| 年                | クラス | 車両   | 順位 | ステージ 優勝 |
| ----------------- | ------ | ------ | ---- | ------------- |
| 2020年 （英語版） | Car    | トヨタ | 13位 | 0             |